# 京王電鉄バス

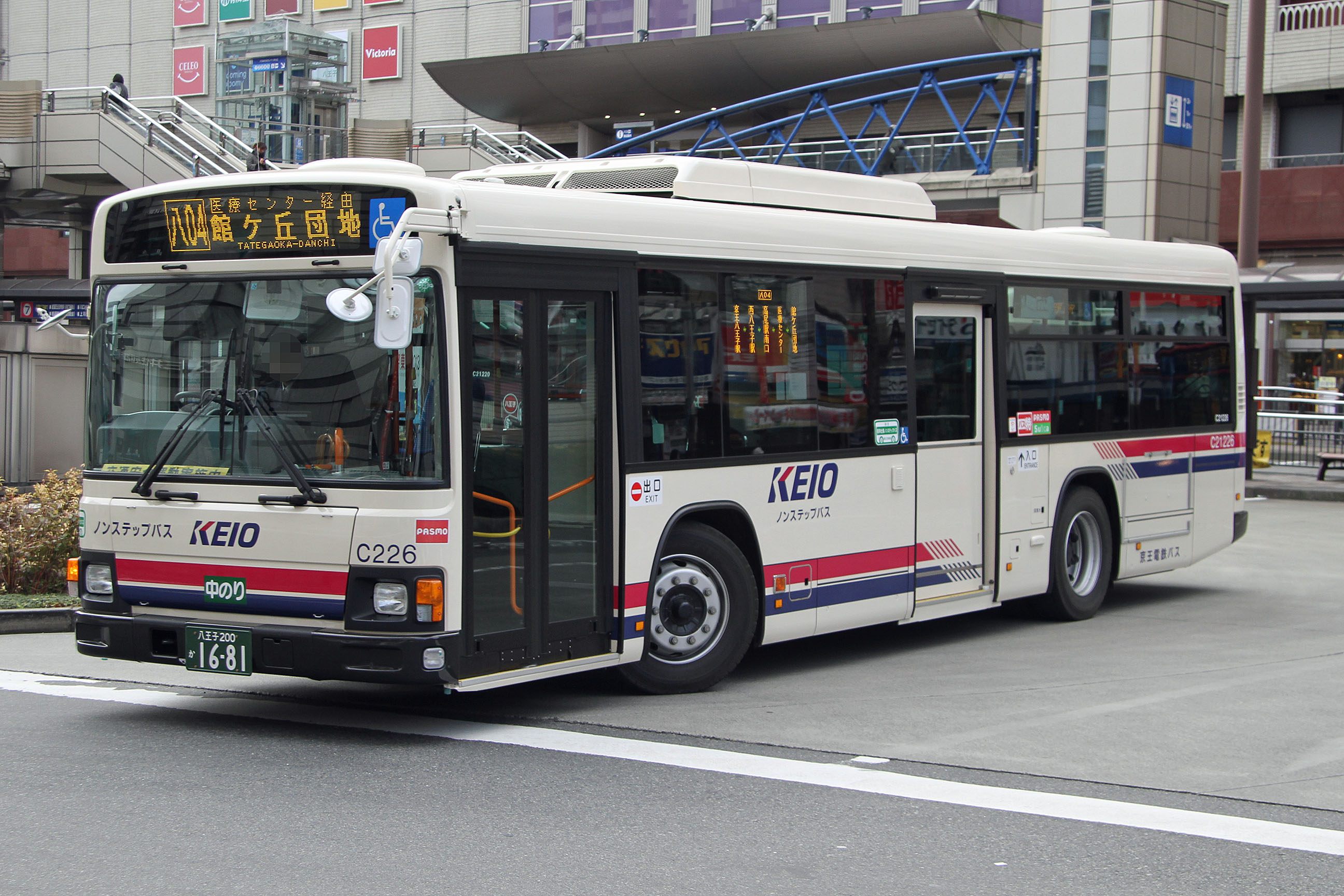
京王電鉄バスの一般路線バス

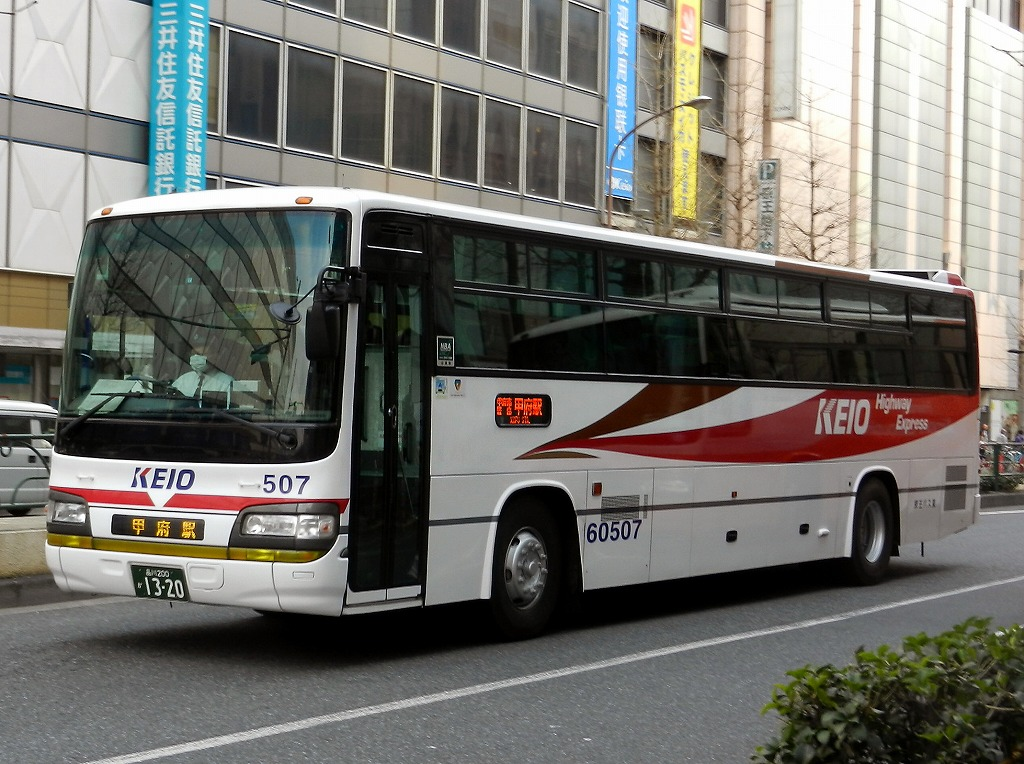
京王バスの高速バス

京王電鉄バス株式会社（けいおうでんてつバス、英称：Keio Dentetsu Bus Co.,Ltd.）は、2002年2月1日に設立され、同年8月1日に京王電鉄自動車事業部の事業一切を継承して営業を開始した、京王グループの中核バス会社である。
子会社に京王バス株式会社があり、当社と合わせて京王電鉄バスグループを形成している。本稿では京王バスについても扱う。
本社は両社とも東京都府中市晴見町2-22、京王バス府中営業所内にある「京王府中晴見町ビル」に所在する。ただし登記上の本店は、東京都多摩市関戸一丁目9-1の京王電鉄本社にある。
キャッチフレーズは「常にお客様が主役です」。

## 概要

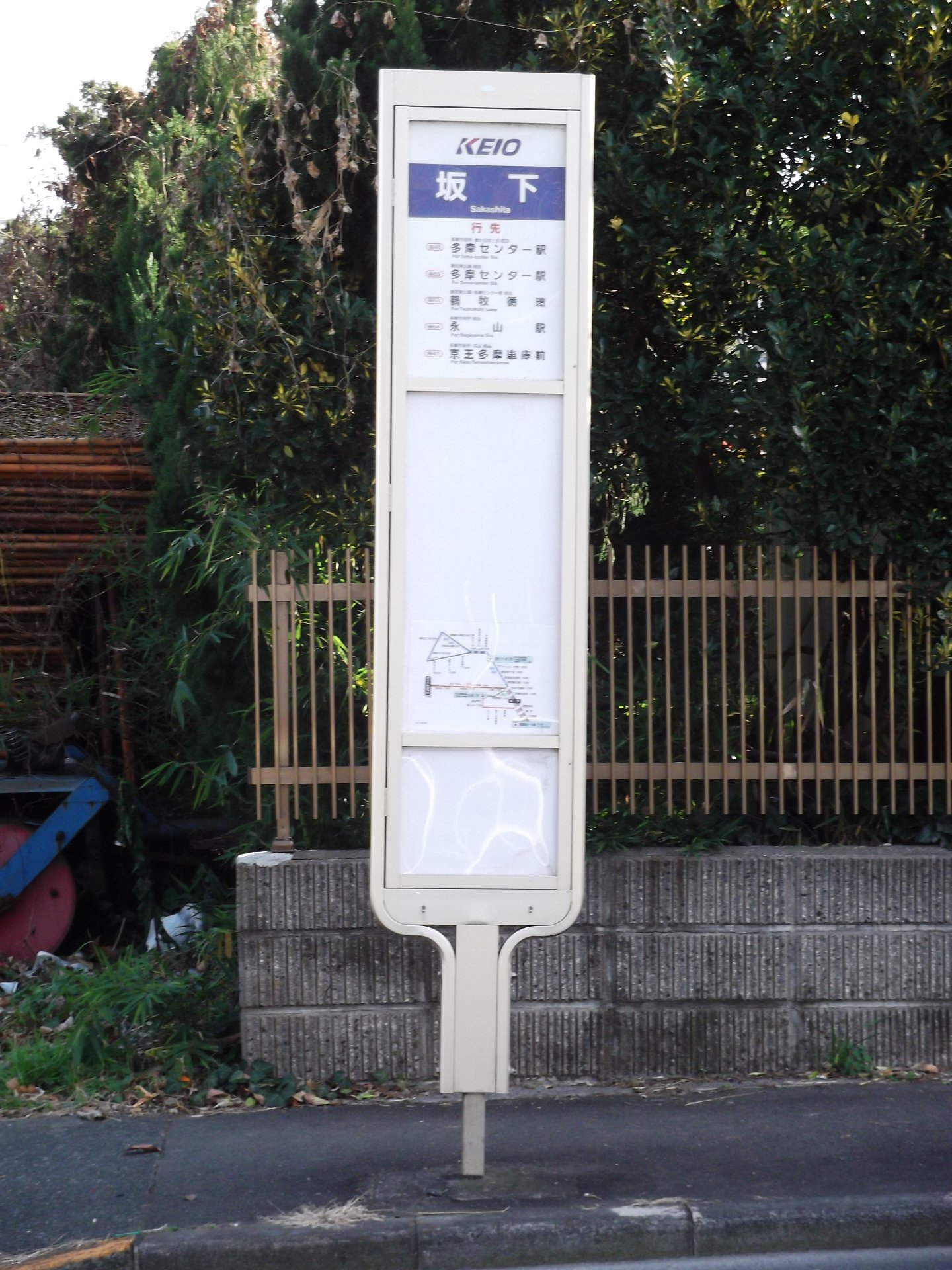
京王電鉄バスおよび子会社の京王バスの一般路線バスで使用されるバス停ポール（現行仕様）。
「KEIO」のCIロゴをあしらい、白とコーポレートカラーの京王ブルーを基調とした、立看板状の形をした長方形のバス停ポールである。

一般路線バスの営業エリアは、新宿から東京23区西部および多摩地域であり、京王電鉄バスグループの路線網は京王電鉄沿線のほぼ全域に及ぶ。そのほとんどが東京都内完結路線であるが、一部京王相模原線沿線など神奈川県内に乗り入れる路線もある。
高速バスは、バスタ新宿、渋谷マークシティ、立川駅などを拠点に、山梨県・長野県・岐阜県・愛知県への中央高速バスをはじめとして、群馬県・長野県への関越自動車道・上信越自動車道経由の高速バス、静岡県への東名高速道路経由の高速バス、大阪府・兵庫県・宮城県への夜行高速バスを運行している。
京王電鉄沿線およびJR中央線沿線などから、羽田空港・成田空港への空港連絡バス、調布駅と東京ディズニーリゾート、渋谷マークシティから、三井アウトレットパーク木更津・袖ヶ浦バスターミナル・木更津駅を結ぶ直行高速バスなども運行している。
高速バス座席予約システムの「ハイウェイバスドットコム」は2000年に京王電鉄が開設し、バス事業分社化により京王電鉄バスに引き継がれ運営されている。
沿線の各自治体からコミュニティバスも運行受託しており、京王電鉄バスとしては桜ヶ丘営業所で日野市ミニバス（日野市）の運行を受託している。子会社におけるコミュニティバス運行受託は「#子会社」の節を参照。
なお「京王電鉄バス」の名称は、本来は1997年4月1日に最初の分離子会社として設立された京王バス株式会社（初代）と区別するために、京王帝都電鉄（当時）直営のバス事業に対して付けられたものである。その後、2002年にバス事業が京王電鉄から分社化される際に「京王電鉄バス」の名称がそのまま用いられた。
京王電鉄バス（八王子営業所・桜ヶ丘営業所・小金井営業所）の2025年3月31日時点での車両数は120両、従業員数は508名（子会社を除く）。京王バス株式会社（2代目）の詳細については「#子会社」の節を参照。

## 沿革

### 京王電気軌道のバス事業
京王電気軌道（現：京王電鉄京王線）は、1910年（明治43年）9月21日、資本金125万円（払込資本金31万2500円）で設立、本店を東京府豊多摩郡代々幡村大字代々木字山谷291番地に置いた。京王のバスの歴史は1913年4月15日、京王線の笹塚 - 調布間の開通と同時に、未成区間の新宿駅 - 笹塚駅間および調布駅 - 府中 - 国分寺駅間に、5両の車両で乗合バスを開業したことに始まる。これらは東京における最初のバス営業である。この路線は暫定的な輸送手段の色合いが濃く、1914年に調布駅 - 国分寺駅間が運休（のち廃止）、1915年には新宿駅 - 笹塚駅間も鉄道開業にともない廃止され、いずれも短期間で幕を下ろしている。
京王が再びバス事業に乗り出すのは、昭和初期のことである。1924年（大正13年）10月に、笹生万吉 が万歳自動車の名義で甲州街道の新宿三丁目 - 新町 - 代々幡間にバスを開業させた。その後路線を烏山・調布を経て多磨村の東京市営公園墓地（現・多磨霊園）まで延長していた。1927年5月31日、堀内良平等の手により甲州街道乗合自動車が設立され、笹生の事業を引き継いだ。甲州街道に並行して軌道線をもつ京王電気軌道は、万歳自動車の発展を脅威と感じていたため、甲州街道乗合自動車の設立時に同社株の過半数以上を取得して関連会社とした。
甲州街道乗合自動車はその後、1930年（昭和5年）8月5日には千駄ケ谷駅 - 原宿駅間、および新町 - 青山四丁目間の神宮乗合自動車（1928年（昭和3年）2月23日開業）を、1935年（昭和10年）頃には武蔵小金井駅から多磨霊園北門までと、小金井橋を経て旧五日市街道を東は柳橋、西は喜平橋まで結んで営業していた小金井乗合自動車（鴨下正義と島崎橘之助が1930年（昭和5年）4月1日に開業。別名・小金井モーターバス）を、1937年（昭和12年）7月24日には東京市内の新宿一丁目から音羽九丁目までの路線を持つ山之手乗合自動車（中村融一が1925年（大正14年）8月24日に山之手乗合自動車商会として開業し、1934年9月13日に株式会社を設立）をそれぞれ買収して営業権と資産を譲受したことで甲州街道乗合自動車の路線網は、甲州街道沿いにとどまらず広範囲にわたっていた。
1937年12月1日に京王電気軌道は甲州街道乗合自動車を完全買収して事業の一切を吸収した。これにより京王電気軌道自動車課および同課笹塚営業所が設置され、軌道先行バスの廃止以来22年ぶりに直営バス事業が再開された。これが現在の京王電鉄バスグループにつながる源流となる。さらに甲州街道乗合自動車買収の同日に、高尾遊覧自動車も買収した。当時の京王電気軌道直営の「京王バス」のカラーリングは、水色地に白色帯であった。
多摩地域では、1938年（昭和13年）3月21日に八王子市街自動車を買収 して、6月1日に事業を吸収。八王子市内に京王のバスが走るようになった。翌1939年（昭和14年）には甲州街道沿いの南多摩郡横山村散田（現：八王子市並木町）に八王子営業所を設置した、。
また、1938年（昭和13年）7月16日には高幡乗合自動車（高幡不動 - 立川間。矢島只市が1926年（大正15年）7月23日に開業）、1939年（昭和14年）3月1日には由木乗合自動車（八王子 - 由木 - 相原間。石井善蔵が1929年（昭和4年）11月25日に開業）を買収し、事業を吸収している。
京王電気軌道はこれら直営バス事業に繋がる路線以外にも積極的に周辺事業者の買収を進め、1935年（昭和10年）8月10日には板橋乗合自動車（1919年2月19日開業）を買収して東都乗合自動車を玉川電気鉄道と共に設立し、また1936年（昭和11年）2月15日には玉川電気鉄道と共に鳩ヶ谷自動車（1916年6月19日設立。いずれも国際興業バスの前身）を傘下に収め、勢力を埼玉県南部にまで拡大させた。一方、1937年（昭和12年）6月25日 に藤沢自動車（1931年2月17日設立。神奈川中央交通の前身）を買収して神奈川県下にも勢力を拡げ、同年7月13日に中野乗合自動車（1925年11月10日開業。関東バスに合併）とことごとくバス事業者を系列化した。その後1940年には進運乗合自動車（1920年2月開業。関東バスに合併）を、1942年には昭和自動車商会（1927年3月15日開業。関東バスに合併）をそれぞれ買収するなど、バス事業者としても都内有数の事業者として勢力を強めていった。
しかしその矢先に大東亜戦争（太平洋戦争）が勃発し、1942年2月1日には陸上交通事業調整法に基づく戦時統合のため、新宿以東の山手線内の以下3区間が東京市へ譲渡された。
- 新町 - 青山四丁目（のちの都営バス東72系統の一部→1977年廃止）
- 原宿駅 - 千駄ケ谷駅（現在は都営バス早81系統の一部）
- 新宿駅 - 音羽九丁目（現在は都営バス白61系統の一部）

そして1944年5月31日、京王電気軌道は東京急行電鉄に合併され、大東急の一員に加わった。

### 京王電気軌道以外のバス事業
京王電気軌道が直営で運行していたバス路線のエリアは、おおむね甲州街道上または新宿区十二社周辺および、現在の多摩地域であった。
現在の京王バス中野営業所および永福町営業所が管轄する路線の多くは、東京横浜電鉄（東急東横線の前身）傘下の東横乗合（東急バスの前身）が、中野・杉並両区内の事業者を統合して運行していたものである。

東横乗合は恵比寿駅 - 田町駅間を運行していたエビス乗合自動車が、1929年（昭和4年）8月19日に東京横浜電鉄の傘下に入り、同年11月21日に同系の代々木乗合自動車を合併して商号変更した会社で、同時に同社直営の中目黒線（大橋 - 大鳥神社間）を譲受した。
このうち代々木乗合自動車は1920年（大正9年）12月25日加藤義満や伊崎捨次郎、瀬戸喜重郎ら地元の有力者が設立した会社で、渋谷駅 - 三角橋（松陰学院前）間を開通させ、翌1921年（大正10年）6月30日にはこれを東北沢を経て幡ヶ谷まで延伸したが業績は芳しくなく、1922年（大正11年）8月19日東京乗合自動車（青バス）にいた近藤富次郎が専務に就任し再建に成功。さらにその同年12月23日には三角橋 - 淡島間（のち廃止）、同月29日には大向 - 代々木西原町間（のち初台まで延長）をそれぞれ開通。1928年（昭和3年）に幡ヶ谷自動車（1925年（大正14年）12月21日創業）を合併して幡ヶ谷から中野登記所（のちの千代田町、現・新橋通り）まで延伸した。

東京横浜電鉄の傘下に入ったのは、同社の代表者である五島慶太と近藤の個人的な繋がりによるもので、五島は近藤とともに代々木乗合自動車の役員に就任していたが、近藤の専務就任も五島の推薦によって実現していた。東横乗合成立後も近藤は東横乗合の役員に収まって戦前の東京横浜電鉄のバス事業を支え続けた。

その後路線は現在の中野・杉並区内を延伸し、川島（現・川島通り）から十貫坂上・鍋屋横丁を通り中野駅までや、十貫坂上で分かれて救世軍診療所前を経て堀ノ内まで、東京高校前から上ノ山（南台三丁目付近）を経て大宮八幡にまでそれぞれ達した。1932年（昭和7年）12月8日には堀ノ内 - 武蔵小金井駅間、井の頭公園 - 牟礼間を運行していた城西乗合自動車商会（1929年（昭和4年）5月20日に稲垣譲が創業）を買収。1936年（昭和11年）6月1日には中野坂上 - 中野駅 - 沼袋駅 - 練馬駅間を運行していた大正自動車（1925年（大正14年）3月27日に利根川久衛、飯塚宗次郎、青柳文治等が設立）を合併して現在の練馬区まで路線を拡げた。大正自動車もまた、買収当時の代表者の児玉衛一が五島とは同郷でかつ旧制松本中学校の同窓生だった繋がりがあった。

東京横浜電鉄は1936年（昭和11年）11月1日に東横乗合を吸収合併して東京市内のバス事業を直営化した。
一方、これより先現在の三鷹線（鷹64系統）の原型路線である大宮八幡 - 武蔵小金井駅間、井の頭公園 - 牟礼 間の2路線は、不採算のため1935年4月8日に東横乗合から帝都電鉄（京王井の頭線の前身）に譲渡され、帝都電鉄バスとして運行されることになった。1940年（昭和15年）5月1日、帝都電鉄は同じ鬼怒川水力電気系の小田原急行鉄道に合併されるが、同年12月1日をもって旧帝都電鉄バスの2路線は運休となった。なお、1941年（昭和16年）3月1日電力国家管理に伴い主業を失った鬼怒川水力電気が小田原急行鉄道を吸収合併して小田急電鉄と改称しているが、バス路線も休止中のまま同社に継承された。
1939年（昭和14年）10月1日、東京横浜電鉄は姉妹会社の目黒蒲田電鉄に合併するが、同月16日に目黒蒲田電鉄が逆に東京横浜電鉄に改称。1942年（昭和17年）5月1日、東京横浜電鉄は京浜電気鉄道と小田急電鉄を合併して東京急行電鉄に改称。「大東急」が成立した。
上述の通り、東京急行電鉄は1944年（昭和19年）5月31日に京王電気軌道を合併したが、さらに8月1日には旧・京王電気軌道の路線に接続する府中乗合自動車商会（府中 - 国分寺間。1932年（昭和7年）1月13日に千葉諒祐 が設立し、2月18日に開業。1935年（昭和10年）10月4日に高柳勝治 に譲渡）を買収して事業を吸収した。

### 年譜

#### 京王電軌・大東急時代（1913 - 1948）
- 1910年9月21日 - 京王電気軌道、資本金125万円（払込資本金31万2500円）で会社設立、本店を東京府豊多摩郡代々幡村大字代々木字山谷291番地に置く[9]。
  - 創業の地・代々幡村と京王の関わりについては「代々幡町#代々幡村と京王電鉄」を参照。
- 1913年4月15日 - 京王電気軌道、鉄道未成区間の補助として、新宿駅 - 笹塚駅間および調布駅 - 府中 - 国分寺駅間で乗合バスを開業[7]。
- 1914年2月1日 - 調布駅 - 府中 - 国分寺駅間の乗合バスを運休。そのまま廃止。
- 1915年2月15日 - 新宿駅 - 笹塚駅間の乗合バス、鉄道開業に伴い廃止。
- 1927年10月28日 - 京王電気軌道の本社ビル「京王新宿ビルディング」完成。新宿追分駅をビル1階へ移転し、本社を代々幡から新宿へ移転[9]。
- 1935年4月8日 - 帝都電鉄、東横乗合から一部路線（大宮八幡前 - 武蔵小金井駅間、牟礼 - 井の頭公園間）を譲受して乗合バス事業を開始。
- 1937年12月1日 - 甲州街道乗合自動車（新宿駅 - 八王子駅 - 高尾山間他）を完全買収し事業一切を吸収。京王電気軌道自動車課および同課笹塚営業所を開設[10]。京王電気軌道の乗合バス事業が復活する[7]。
- 1938年
  - 3月21日 - 八王子市街自動車（武蔵中央電気鉄道傘下）を買収し、京王電気軌道の乗合バスとして運営[7]。自動車課八王子営業所を開設[10]。
  - 8月1日 - 高幡乗合自動車株式会社（高幡 - 立川間）を買収し、事業を吸収[7]。
- 1939年3月1日 - 由木乗合自動車株式会社（八王子 - 由木 - 相原間）を買収し、事業を吸収[7]。
- 1942年2月1日 - 陸上交通事業調整法に基づく戦時統合のため、東京市内（山手線以内）の路線を東京市へ譲渡[7]。
- 1944年
  - 5月31日 - 陸上交通事業調整法により東京急行電鉄（いわゆる大東急）と合併、「京王営業局」として営業開始[7]。
  - 8月1日 - 府中乗合自動車商会を買収し、事業を吸収。

#### 京王帝都・京王電鉄直営時代（1948 - 2002）
- 1948年
  - 6月1日 - 東京急行電鉄から分離独立し、京王帝都電鉄株式会社として設立。直営のバス営業所として、京王帝都電鉄中野営業所・国分寺営業所（現・府中営業所）・八王子営業所の3営業所を開設[7]。京王線以北を中心とするバス路線を東急から譲受。
  - 9月16日 - 永福町営業所を新設[7]。
- 1949年
  - 4月 - 都内で初のディーゼルバスを導入。
  - 8月15日 - 国分寺営業所を府中へ移転の上廃止、東府中営業所として拡充新設[7]。
  - 10月 - 東京都交通局と協定を結び、都心乗り入れ線新橋駅 - 下高井戸間を開業。
  - 12月25日 - 京王帝都電鉄笹塚営業所を新設、永福町営業所は笹塚営業所支所となる[7]。
- 1951年
  - 6月1日 - 観光バス事業を開始[7]。
  - 7月1日 - 永福町支所が笹塚営業所より独立、ふたたび永福町営業所となる[7]。
- 1953年7月21日 - 新宿営業所を新設[7]
- 1955年12月10日 - 笹塚営業所が世田谷区へ移転、世田谷営業所（1970年12月1日廃止、永福町営業所へ統合）となる[7]。
- 1958年
  - 3月18日 - 世田谷営業所から分離独立する形で、観光バス営業所を代田橋に移転新設[7]。
  - 8月16日 - 東府中営業所から移転する形で、府中営業所を新設[7]。
  - 10月16日 - 府中営業所小金井支所を新設[7]。
- 1960年
  - 1月1日 - 八王子営業所を並木町から旭町へ移転[25]（旭町14、現：京王プラザホテル八王子）。
  - 4月1日 - 八王子市街地区でワンマンカーを導入[7]。
- 1962年1月16日 - 小金井支所が府中営業所より独立、小金井営業所となる[7]。
- 1963年1月16日 - 練馬営業所を新設[7]（1975年9月1日廃止、中野営業所へ統合）。
- 1964年
  - 1月14日 - 観光バス営業所を千歳烏山へ移転（営業事務所のみ移転）[7]
  - 5月16日 - 府中営業所桜ヶ丘支所（現・京王電鉄バス桜ヶ丘営業所）を新設[7]
- 1967年
  - 4月16日 - 新宿営業所を廃止[25]
  - 5月16日 - 府中営業所調布支所（現・京王バス調布営業所）を新設[7]
  - 7月16日 - 観光バス営業所を新宿営業所跡地へ移転[7]
- 1968年8月 - 府中営業所桜ヶ丘支所が桜ヶ丘営業所に昇格[26]。
- 1970年
  - 12月1日 - 世田谷営業所（旧・笹塚営業所）を永福町営業所へ統合の上廃止[7]。
  - 12月 - 路線バスに3扉車を初導入[7]。
- 1971年
  - 3月26日 - 多摩ニュータウンにおけるバス運行を開始[7]。
  - 4月5日 - 新宿駅西口に新宿高速バスターミナルが完成[7]。
- 1972年
  - 3月1日 - 永福町営業所内に永福町中央工場を新設[7]。
  - 7月23日 - 小金井営業所がふたたび府中営業所へ統合される[7]。
- 1973年3月 - 本社観光バス課と観光バス営業所を一本化し、観光バスセンターを設立[25]
- 1974年10月 - 中野営業所で無担当車制を正式導入。他の営業所でも担当車制を順次廃止、1978年中には完了[25]。
- 1975年
  - 4月 - 路線バスの塗色を変更、2色に簡略化（2代目京王帝都カラー）[25]。
  - 9月1日 - 練馬営業所が中野営業所へ統合の上廃止[7]。
- 1976年
  - 4月 - 路線バスのワンマン化が完了[7]。
  - 7月 - 路線バスに冷房車を導入[7]。
- 1977年 - 京王帝都電鉄（当時）八王子営業所高尾車庫を開設。寺田支所の前身となる。
- 1980年4月16日 - 路線バスで深夜バスの運行を開始[7]。
- 1981年11月4日 - 高尾車庫を閉鎖し、八王子営業所寺田車庫を開設。
- 1983年7月 - 桜ヶ丘営業所多摩車庫を開設。
- 1984年4月2日 - 桜ヶ丘営業所を多摩車庫へ移転して多摩営業所とする[7]。同時に、桜ヶ丘営業所は多摩営業所桜ヶ丘車庫に降格[26]。
- 1986年8月20日 - コミュニティバス「日野市ミニバス」の運行を開始[7]。ミニバス用に日野・レインボーRBを導入。
- 1988年9月2日 - 路線バスに機械式AT車を初導入[7]。
- 1989年
  - 4月2日 - 京王八王子駅が地下化[7]。
  - 6月28日 - バス運行管理システム導入完了[7]。
  - 10月14日 - 夜行高速バスに参入、新宿駅西口 - 高松線「ハローブリッジ号」運行開始[7]（1996年10月、西東京バスに移管）。
  - 12月11日 - 深夜急行バスに参入、新宿駅西口 - 京王八王子駅間で運行開始。
  - 12月20日 - 京王八王子高速バスターミナルが完成[7]。
  - 12月22日 - 京王八王子高速バスターミナル発着の中央高速バス八王子 - 沼津線「スキッパー号」運行開始。富士急行と共同運行（1996年7月路線廃止）[7]。
  - この年[要出典]、東京オペラシティタワー建設のため、新宿営業所の跡地にあった観光バス営業所が廃止。
- 1990年
  - 6月 - 路線バスの車体塗色を再度変更[7]。「リフレッシング京王」によるCI導入により、アイボリーに京王レッド・京王ブルーのストライプ（京王電鉄カラー）となる[27]。
  - 9月30日 - 路線バス車両の冷房化率100%を達成[7]。
  - 10月12日 - 新宿駅西口 - 西鉄天神バスセンター（現・西鉄天神高速バスターミナル）間に夜行高速バス「はかた号」運行開始、日本最長路線の誕生。西日本鉄道との共同運行（1999年1月京王は撤退、西鉄の単独運行となる）[7]。
- 1991年9月17日 - 京王八王子駅バスターミナル（一般路線バスのりば）使用開始[7]。
- 1992年
  - 3月25日 - 八王子営業所を八王子駅北口の旭町から、長沼町の北野車庫へ移転[26]（跡地には京王プラザホテル八王子が1994年9月9日開業）[7]。京王帝都電鉄（当時）八王子営業所南大沢支所（現・京王バス南大沢営業所）を開設[7]。
- 1993年
  - 3月31日 - 府中駅前（府中市府中町1-9）に京王府中1丁目ビルが完成[7]。
  - 10月 - 京王線・路線バス開業80周年、井の頭線開業60周年記念行事が実施される[7]。
- 1994年8月26日 - 路線バスにワンステップバスを導入[7]（日産ディーゼル・JP）。
- 1995年8月28日 - 路線バスに車椅子用スロープ板付き超低床バスを導入[7]。
- 1996年
  - 9月1日 - バス共通カードを府中営業所を除く多摩地区に導入[7]。多摩営業所において乗降方式を変更。
  - 10月1日 - 路線バスに車椅子用スロープ板付き小型バスを導入[7]（日産ディーゼル・RN）。
  - 11月1日 - 全営業所でバス共通カードの導入完了[7]。府中営業所において乗降方式を変更。
- 1997年
  - 4月1日 - 最初の分離子会社として（初代）京王バス株式会社を設立[7]。
  - 10月1日 - 京王バス営業開始[28]。京王帝都電鉄府中営業所調布支所の移管を行い「京王バス調布営業所」とする[7]。ここからバス事業の分社化が始まる。
- 1998年
  - 7月1日 - 京王帝都電鉄が「京王電鉄株式会社」に商号変更[7]。
  - 10月16日 - 京王バス、京王電鉄の一部路線の受託運行を開始[7]。
- 2000年
  - 7月19日 -  京王バスが、空港連絡バス調布羽田線を運行開始[7]。
  - 11月21日 - 高速バスインターネット予約サイト「ハイウェイバスドットコム」を開設[7]。
- 2001年
  - 6月21日 - 路線バスインターネット検索サイト「バスナビドットコム」を開設[7]。
  - 12月17日 - 2番目の分離子会社として南大沢京王バス株式会社設立[7]。
  - 12月18日 - 京王バスが、空港連絡バス国分寺羽田線を運行開始[7]。

#### 京王電鉄バス時代（2002 - ）
- 2002年
  - 2月1日 - 京王電鉄バス株式会社を設立[7]。本社を府中駅前の京王府中1丁目ビルに置く。
  - 4月1日 - 南大沢京王バスが営業開始[7]。京王電鉄（当時）八王子営業所南大沢支所の移管を行う形で営業開始する。
  - 8月1日 - 京王電鉄バスが京王電鉄より乗合バス事業を譲受して営業開始[7]。分離子会社を傘下とする京王電鉄バスグループとなる。これに伴い多摩営業所桜ヶ丘車庫は京王電鉄バス桜ヶ丘営業所として再び営業所に昇格[26]。
- 2002年
  - 3月20日 - 京王バスが、中野駅 - 羽田空港の空港連絡バスを運行開始[7]（2005年7月廃止[7]）。
  - 12月20日 - 京王バスと名鉄バスの共同運行で、中央高速バス名古屋線を運行開始[7]。
- 2003年
  - 3月4日 - 京王バスが、空港連絡バス羽田多摩センター線を運行開始[7]。
  - 4月1日 - 京王バスとおんたけ交通の共同運行で、中央高速バス木曽福島線を運行開始[7]。
  - 4月25日 - 京王バスが、空港連絡バス調布成田線を運行開始[7]。
  - 5月14日 - 京王電鉄バスが京王バス中央株式会社を設立[7]、京王電鉄バス府中営業所内に併設。
  - 10月1日 - 京王バスは京王バス東株式会社、南大沢京王バスは京王バス南株式会社へそれぞれ商号変更[7]。京王電鉄バスの府中地区路線の一部を京王バス中央へ、八王子西南部地区路線を京王バス南へそれぞれ移管。
  - 12月10日 - 京王バス東と神姫バスの共同運行で、夜行高速バス新宿姫路線を運行開始[7]。
- 2004年12月10日 - 京王バス小金井株式会社を設立[7]。
- 2005年11月16日 - 京王バス小金井が営業開始[7]。京王電鉄バス府中営業所より小金井地区の路線の一部を移管される。
- 2007年
  - 3月18日 - PASMOサービス開始[7]。中野営業所・調布営業所・府中営業所・小金井営業所の路線バスに導入。首都圏ICカード相互利用サービスによりPASMO導入車両ではSuicaも利用可能となる。
  - 9月30日 - 子会社も含む全営業所（一部コミュニティバス等を除く）においてPASMOの導入が完了。
- 2008年8月1日 - 京王電鉄バス多摩営業所内に、京王バス南・多摩営業所を併設。
- 2010年7月31日 - バス共通カードの取り扱いを終了。
- 2011年
  - 2月1日 - 京王電鉄バスグループで、金額式IC定期券「モットクパス」のサービス開始[7]。
  - 2月11日 - 京王電鉄バス多摩営業所を「桜ヶ丘営業所多摩車庫」として再編。
- 2012年
  - 4月1日 - 桜ヶ丘営業所多摩車庫を廃止の上、京王バス南・多摩営業所に統一。
  - 8月5日 - 千葉中央バスと京王バス東（調布営業所）との共同運行で、高速バス土気線を運行開始[7]。
  - 9月1日 - 京王バス東（調布営業所）と京王バス中央（府中営業所）の共同運行で、空港連絡バス国分寺羽田線の武蔵小金井系統を運行開始[7]。
- 2013年
  - 1月 - 京王の電車・バス開業100周年記念行事を実施[7]。
  - 3月23日 - 交通系ICカード全国相互利用サービス開始。
  - 4月14日 - 京王の電車・バス開業100周年記念「旧塗装バスお披露目会」が八王子営業所で開催[29]。
  - 4月15日 - 京王電気軌道（鉄道・バス）開業から100周年を迎える。
  - 8月12日 - ハイブリッドバス（いすゞ・エルガハイブリッド）導入開始[7]。
- 2014年
  - 4月14日 - 京王バス南・南大沢営業所寺田支所設立。京王電鉄バス八王子営業所寺田車庫を、京王バス南に移管する形で開設。
  - 4月28日 - 京王電鉄バス株式会社および京王電鉄バスグループ各社の本社を、京王バス府中営業所に隣接する「京王府中晴見町ビル」へ移転[7]。
  - 7月22日 - 京成トランジットバスと京王バス東の共同運行で、高速バス調布TDR線を運行開始[7]。
- 2016年
  - 7月29日 - 京王バス東（中野営業所）が運行受託する新宿WEバスで、映画『シン・ゴジラ』公開に合わせ、ゴジラのラッピングや案内放送、降車ブザーにゴジラの咆哮を使用した「ゴジラバス」を運行開始。
  - 9月30日 - この日をもって高速バス土気線から京王バス東が撤退、千葉中央バスの単独運行となる[30][31]。
  - 12月10日 - 空港連絡バス羽田多摩センター線で、京王バス南（南大沢営業所）とサンリオピューロランドが共同で、内外装にサンリオのキャラクターを使用した特別仕様の「サンリオピューロランド号」を運行開始[32]。
- 2017年
  - 7月7日 - 空港連絡バス成田多摩センター線で「サンリオピューロランド号」第2弾を運行開始。
  - 9月14日 - 京王電鉄バスと岐阜県高山市が共同で、中央高速バス飛騨高山線で貨客混載による飛騨高山の農産物の販路拡大事業を開始[32][33]。高速バスのトランクに搭載して運んだ農産物を、永福町営業所近くのキッチンコート永福町店で販売する。
- 2018年
  - 6月26日  - 貨客混載による農産物の販路拡大事業に長野県駒ヶ根市を追加[32][33]。中央高速バス伊那飯田線で運んだ農産物を京王ストア八幡山店で販売する[33]。
- 2019年
  - 10月1日 - 京王バス南・南大沢営業所寺田支所を営業所へ昇格、京王バス南・高尾営業所[34][35] に改称。同時に、高速バス専用の営業所であった京王バス東・世田谷営業所（2代）を永福町営業所へ統合[36]、京王バス東・永福町営業所世田谷車庫に改称。
  - 11月16日 - 京王電鉄バス桜ヶ丘営業所内に京王バス中央・桜ヶ丘営業所を開設。
- 2020年10月1日 - 京王バス南株式会社が京王バス東株式会社・京王バス中央株式会社を吸収合併し、（2代目）京王バス株式会社に商号変更[37]。
- 2021年
  - 4月4日 - この日をもってPASMO・Suicaのバス利用特典サービスを終了[38][39]。
  - 4月5日 - 八王子営業所・高尾営業所管内で、京王電鉄バスグループでは初となる連節バスの運行を開始[40][41]。
  - 10月1日 - 京王バスが渋谷駅～新宿駅西口経由～新橋駅の052系統を新設[42]。
- 2022年
  - 2月16日[要出典] - 京王バス府中営業所小金井支所[43] が営業開始、京王バス小金井・小金井営業所内に併設。
  - 4月1日 - 京王電鉄バス株式会社が子会社であった京王バス小金井株式会社を吸収合併し、京王電鉄バス小金井営業所が発足[44]。
  - 6月29日 京王電鉄バスグループの輸送の安全に係る公表情報についてが更新され、22年度投資計画に「EDSS搭載59両を含む」新車購入と記載されている。 両数的に残っているKL代の車両を全て置き換え可能となることを発表した 。

## 子会社
京王では、バス事業の抜本的な経営効率化を図るため、京王帝都電鉄時代の1997年4月1日に（初代）京王バス株式会社を設立して以来、段階的分社方式により、子会社への路線移管を進めてきた。
バス事業が完全に電鉄会社から切り離された現在、これらの会社は京王電鉄バスの子会社に位置づけられており、自社路線のほか京王電鉄バスからの委託路線も運行する。京王電鉄バスが運行していた高速バスは段階的に京王バス東に移管し、2018年9月3日の仙台線、飛騨高山線、長野線、松本線の移管により全面移管が完了した。
京王バス（初代）の設立以降、子会社各社では乗務員の接遇教育に力を入れており、運転だけでなく接客対応をはじめ営業に関すること全般を職務とするとして、乗務員を「営業係」と称している。
2020年6月9日に行われた株主総会にて、同年10月1日を効力発生日として京王バス東・京王バス中央・京王バス南の子会社3社が合併することを決議した。この再編について「経営の効率を高め、経営資源の配分をより柔軟に行うため」としている。合併にあたっては京王バス南が存続会社となり、京王バス東と京王バス中央の2社は吸収合併されて法人を解散する。なお本内容が発表された8月3日付の電子公告では合併後の新社名や京王バス小金井の扱いについて記載されていなかったが、その後のリリースで合併後の新社名については「京王バス株式会社」とし、京王バス小金井についてはそのまま存続することが発表された。そして予定通り10月1日に3社が合併し、（2代目）京王バス株式会社が発足した。
その後、2022年4月1日付で京王電鉄バスが京王バス小金井を吸収合併し、小金井営業所は京王電鉄バスの営業所となった。
子会社は2022年4月現在、以下の1社が営業している。

### 京王バス
京王バス株式会社（けいおうバス）は、路線バス・貸切バス事業を行う京王電鉄バスの子会社である。2020年10月1日に京王バス東・京王バス中央・京王バス南の3社が合併して発足した。
一般路線バスや高速バスの運行のほか、以下のコミュニティバスの受託運行も行っている。
中野営業所
- 新宿WEバス（新宿区）
- ハチ公バス（渋谷区）

永福町営業所
- すぎ丸（杉並区）

調布営業所
- 調布市ミニバス（調布市）
- みたかシティバス（三鷹市）

多摩営業所
- 多摩市ミニバス（多摩市）

府中営業所
- CoCoバス（小金井市）
- ちゅうバス（府中市）

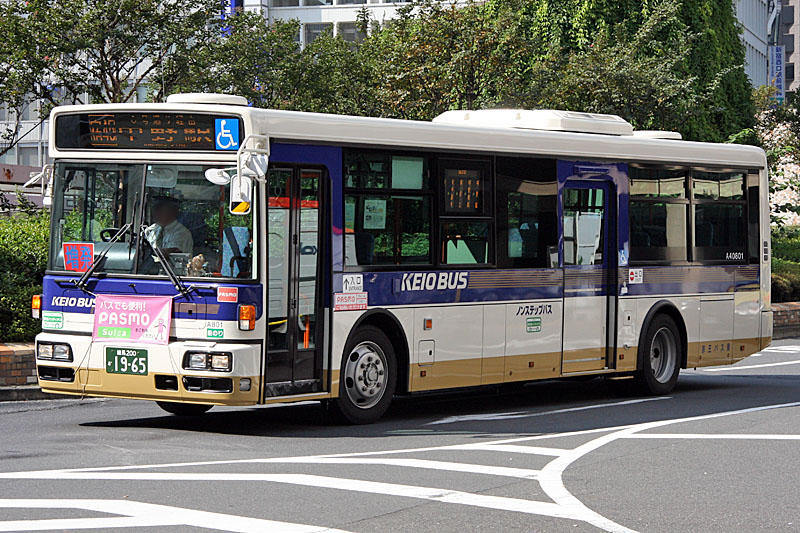
京王バス（中野営業所）の一般路線バス
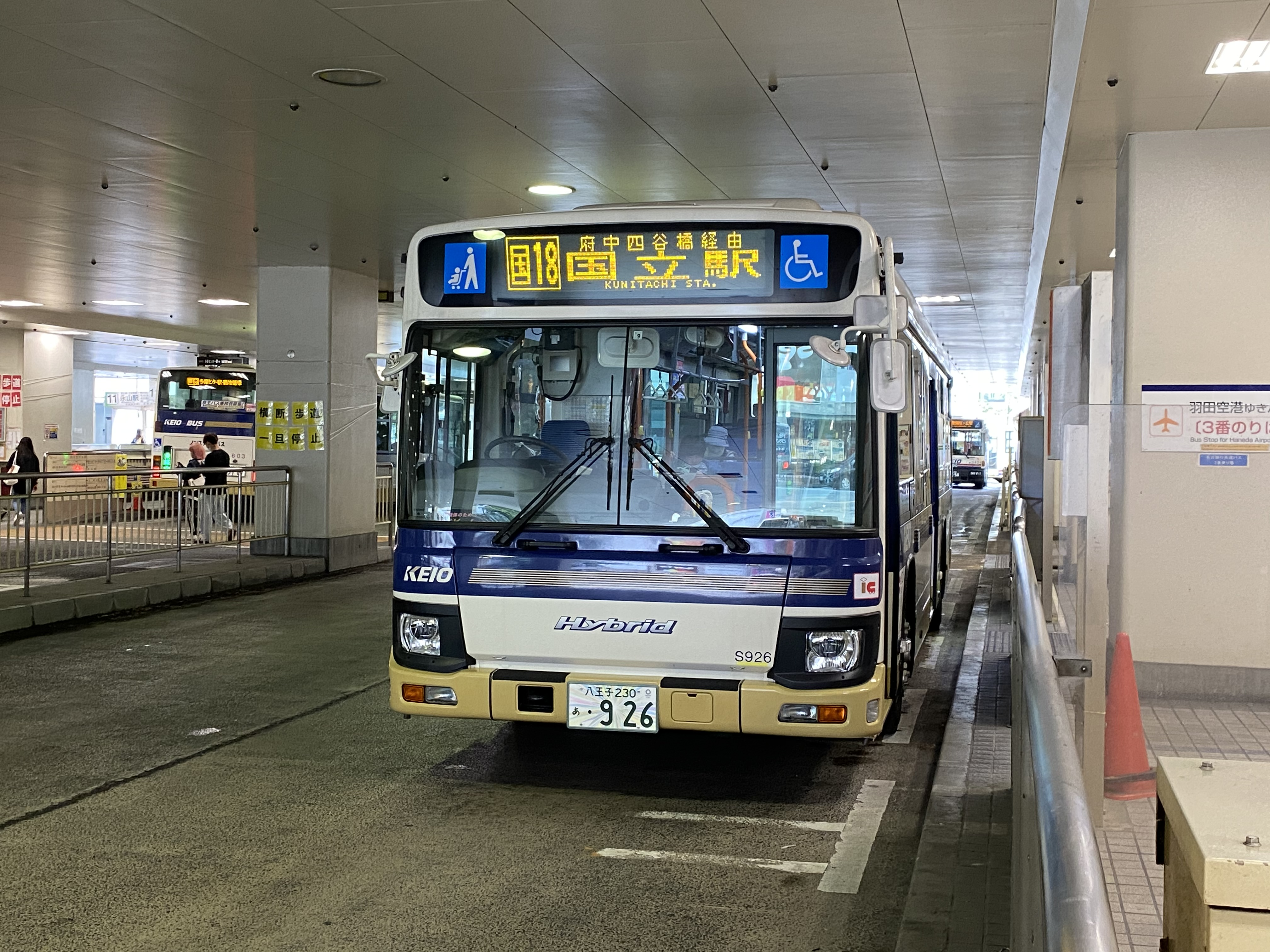
京王バス（桜ヶ丘営業所）の一般路線バス
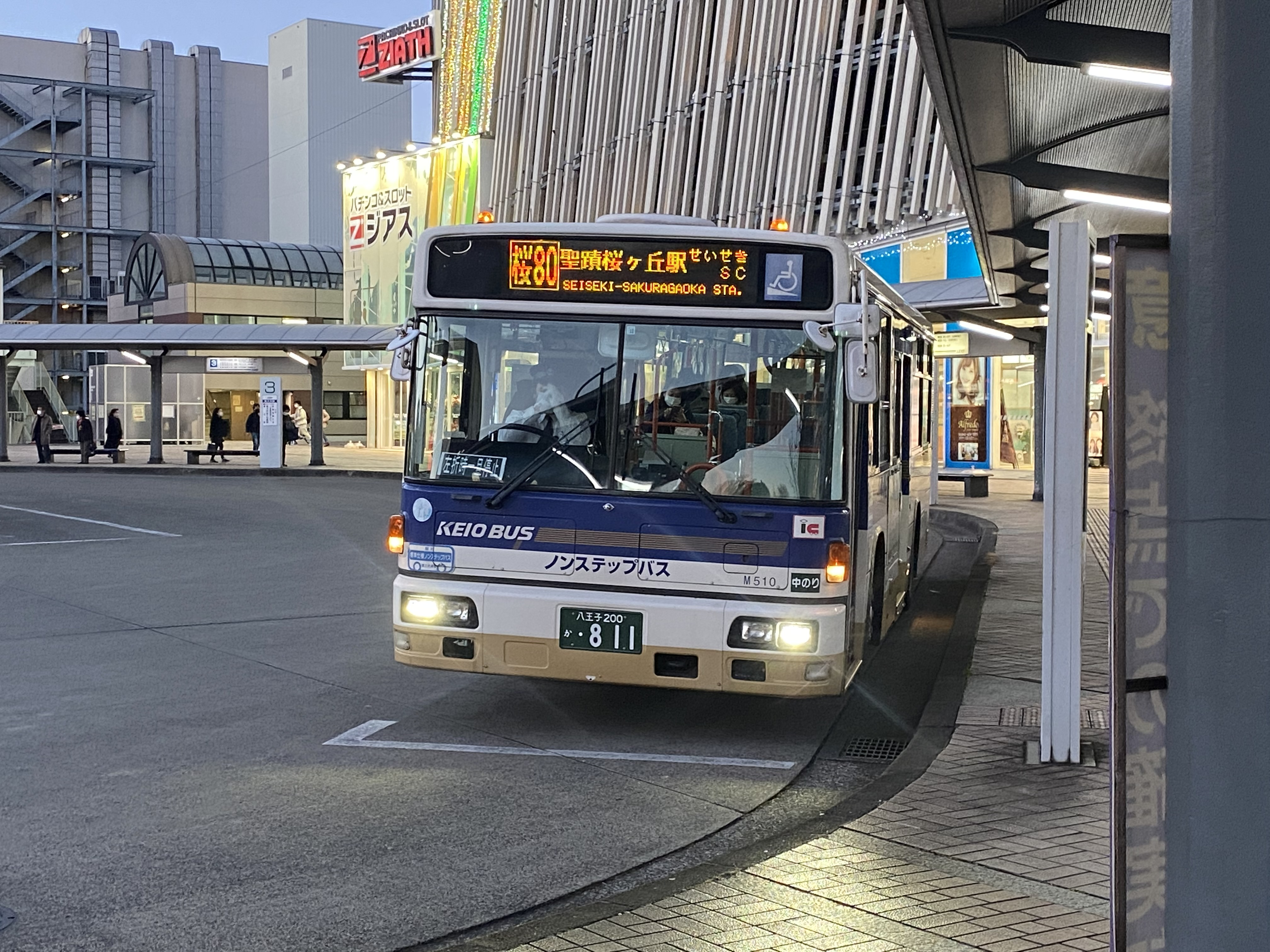
京王バス（南大沢営業所）の一般路線バス
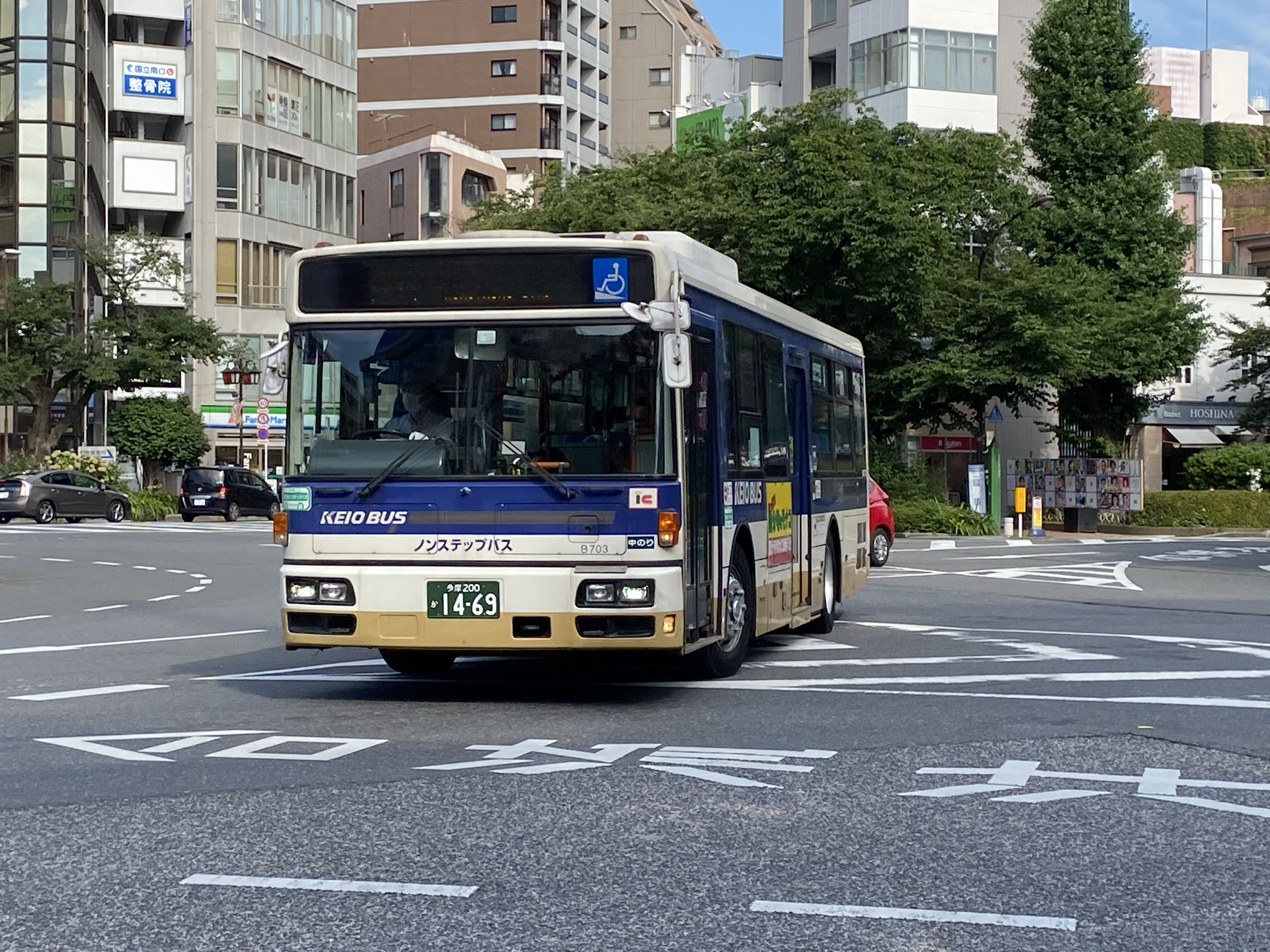
京王バス（府中営業所）の一般路線バス

### 過去の子会社

#### 京王バス東
京王バス東株式会社（けいおうバスひがし）は、1997年4月1日に京王バス株式会社（初代）として設立された最初の分離バス子会社であり、同年10月1日より調布営業所の一部路線を当時の京王帝都電鉄から譲渡されて営業を開始した。その後都区内でも、1998年10月16日より永福町営業所、2000年より中野営業所の路線の譲渡・委託を受け、段階的に分社化を進めた。最終的に3営業所の全ての運営業務を行うようになり、京王電鉄バスからの委託路線は無くなっていた。
2003年10月、京王バス東株式会社に商号変更した。世田谷営業所は高速バス・深夜急行バスのみを担当していたが、2019年10月1日より永福町営業所へ統合され、永福町営業所世田谷車庫となった。
2020年3月31日時点での車両数は376台、従業員数は699人。

#### 京王バス南
京王バス南株式会社（けいおうバスみなみ）は、多摩ニュータウン南大沢地区における旅客サービスの向上を図るべく、2001年12月に南大沢京王バス株式会社の商号で設立され、翌2002年4月1日に営業を開始した。その後、営業地域の拡大と子会社間の社名整合化のため、2003年10月に京王バス南株式会社へ変更した。
発足当初の管轄営業所は南大沢営業所のみであったが、2008年8月1日に多摩営業所、2014年4月14日に寺田支所（現：京王バス高尾営業所）が営業を開始した。
2020年3月31日時点での車両数は207台、従業員数は410人。

#### 京王バス中央
京王バス中央株式会社（けいおうバスちゅうおう）は、府中市を中心とする多摩地域中部を担当していた子会社であり、当初は府中営業所のみを有していた。2003年4月に設立され、同年10月に営業を開始した。2008年4月1日、京王電鉄バス府中営業所が廃止され、京王バス中央に統一された。京王電鉄バスおよび子会社各社の本社も、府中駅前から府中営業所内の本社ビルへ移転している。
2019年11月16日、京王電鉄バス桜ヶ丘営業所内に京王バス中央・桜ヶ丘営業所を開設した。
2020年3月31日時点での車両数は126台、従業員数は305人。

#### 京王バス小金井
京王バス小金井株式会社（けいおうバスこがねい）は2004年11月に設立された。翌2005年11月、京王電鉄バスの小金井地区における路線の一部を移管されて営業を開始した。営業所は小金井営業所のみで、コミュニティバスの運行受託は行っていない（小金井市コミュニティバスは京王バス府中営業所が担当）。
新車は京王電鉄バスと同じ京王電鉄バスカラー（CIカラー）の車両が配属される。ただし他の営業所からの転属車は塗装変更されないため、京王バスカラーの車両も混在する（この点は他の営業所も同様）。

2020年3月31日時点での車両数は31台、従業員数は65人。

## 営業所
京王電鉄バスグループの営業所は以下のとおりである。営業所ごとに固有のアルファベット1文字による識別記号があり、社番の頭に付加されている。ただし所属営業所にかかわらず、貸切車には「K」、高速車には「X」が割り振られる。

### 京王電鉄バス
- 八王子営業所
  - 1948年6月1日、京王帝都電鉄八王子営業所として開設[7]
    - 1992年3月25日、八王子駅北口から移転（跡地は京王プラザホテル八王子）[7]

  - 識別記号：C[59]
  - 所在地：東京都八王子市長沼町1304番地の3[60]
  - ナンバー：八王子[61]
- 桜ヶ丘営業所
  - 1964年5月16日、京王帝都電鉄府中営業所桜ヶ丘支所として開設[7]
    - 2002年8月1日、京王電鉄バス桜ヶ丘営業所となる[7]

  - 識別記号：S[59]
  - 所在地：東京都日野市落川898番地[60]
  - ナンバー：八王子[61]
- 小金井営業所
  - 1958年10月16日、京王帝都電鉄府中営業所小金井支所として開設[7]
    - 1962年1月16日、京王帝都電鉄小金井営業所となる[7]

  - 識別記号：G[59]
  - 所在地：東京都小金井市本町5丁目3番31号[60]
  - ナンバー：多摩[62]

### 京王バス
- 中野営業所
  - 1948年6月1日、京王帝都電鉄中野営業所として開設[7]
  - 識別記号：A[59]
  - 所在地：東京都中野区弥生町5丁目26番1号[60]
  - ナンバー：練馬[63]
- 永福町営業所
  - 1948年9月16日、京王帝都電鉄永福町営業所として開設[7]
  - 識別記号：D[59]
  - 所在地：東京都杉並区永福2丁目60番19号[60]
  - ナンバー：杉並[64]（以前は練馬）
- 永福町営業所世田谷車庫
  - 世田谷営業所として開設。高速バス・観光バスのみ担当
    - 2019年10月1日、永福町営業所世田谷車庫となる。

  - 所在地：東京都世田谷区上北沢5丁目9番1号[60]
    - 世田谷営業所時代は品川ナンバー、世田谷ナンバー。

  - 営業所固有の識別記号は存在せず、貸切車はK、高速車はXを使用。
- 調布営業所
  - 1967年5月16日、京王帝都電鉄府中営業所調布支所として開設[7]
    - 1997年10月1日、京王バス（初代）に移管され、京王バス調布営業所となる[7]

  - 識別記号：L[59]
  - 所在地：東京都調布市国領町6丁目6番地[60]
  - ナンバー：多摩[62]
- 多摩営業所
  - 1983年7月、京王帝都電鉄桜ヶ丘営業所多摩車庫として開設[7]
    - 1984年4月2日、京王帝都電鉄多摩営業所となる[7]

  - 識別記号：J[59]
  - 所在地：東京都多摩市南野1丁目1番地の1[60]
  - ナンバー：多摩[62]
- 南大沢営業所
  - 1992年3月25日、京王帝都電鉄八王子営業所南大沢支所として開設[7]
    - 2002年4月1日、南大沢京王バス南大沢営業所となる[7]

  - 識別記号：M[59]
  - 所在地：東京都八王子市南大沢5丁目26番地の1[60]
  - ナンバー：八王子[65]
- 高尾営業所
  - 1977年、京王帝都電鉄八王子営業所高尾車庫として開設[7]
    - 1981年11月4日、高尾車庫を移転、八王子営業所寺田車庫を開設[7]
    - 2014年4月14日、京王バス南・南大沢営業所寺田支所となる[7]
    - 2019年10月1日、京王バス南・高尾営業所に改称[66]。

  - 識別記号：T[59]
  - 所在地：東京都八王子市寺田町374番地の1[60]
  - ナンバー：八王子[61]
- 府中営業所
  - 1948年6月1日、京王帝都電鉄国分寺営業所として開設[7]
    - 1949年8月15日移転、東府中営業所となる[7]
    - 1958年8月16日再移転、府中営業所となる[7]

  - 識別記号：B[59]
  - 所在地：東京都府中市晴見町2丁目22番地[60]
  - ナンバー：多摩[62]
- 府中営業所 小金井支所
  - 2022年2月16日、京王バス小金井小金井営業所内に開設。[43]
  - 識別記号：G[59]
  - 所在地：東京都小金井市本町5丁目3番31号[43]
  - ナンバー：多摩[62]
- 桜ヶ丘営業所
  - 2019年11月16日、京王電鉄バス桜ヶ丘営業所内に開設。
  - 識別記号：S[59]
  - 所在地：東京都日野市落川898番地[60]
  - ナンバー：八王子[61]

### かつて存在した営業所
- 笹塚営業所
  - 1949年12月25日、京王帝都電鉄笹塚営業所として開設[7]
  - 識別記号：E[要出典]
  - 所在地：東京都渋谷区笹塚（笹塚駅付近）
  - 開設と同時に永福町営業所を支所とする[7]
    - 1950年7月1日に永福町営業所は再独立[7]

  - 1955年12月10日、世田谷区へ移転、世田谷営業所（初代）と改称[7]
  - 1970年12月1日に永福町営業所へ統合され廃止[7][10]。
- 新宿営業所
  - 1953年7月21日、京王帝都電鉄新宿営業所として開設[7]
  - 識別記号：F[要出典]
  - 所在地：東京都新宿区西新宿3丁目（初台駅付近）
  - 中野営業所より路線を移管され、練馬営業所と3営業所で分担
  - 1960年代後半以降の都区内路線再編により、路線バスの営業所としては1967年4月16日に廃止[25]。
    - 同年7月16日、跡地に観光バス営業所を移転[7][25]

  - 東京オペラシティ（1992年着工、1996年開業）建設のため、1989年[要出典]廃止
- 練馬営業所
  - 1963年1月16日、京王帝都電鉄練馬営業所として開設[7]
  - 識別記号：H[要出典]
  - 所在地：東京都練馬区中村南1-22
    - 最寄り停留所は中92系統「南蔵院」

  - 中野区北部および練馬地区の営業拠点として新設
  - 都区内の路線再編により、1975年9月1日に中野営業所へ統合され廃止[7][10][11][12]
- 高速バスセンター 
  - 所在地：東京都杉並区永福2丁目60番19号（京王バス東・永福町営業所内）[60]
  - ナンバー：杉並（以前は練馬）[要出典]
  - 京王電鉄バスでは高速バス路線を京王バス東へ移管を進めていたが、2018年9月3日の仙台線、飛騨高山線、長野線、松本線の移管により全面移管となった。

## 高速路線

### 昼行高速路線

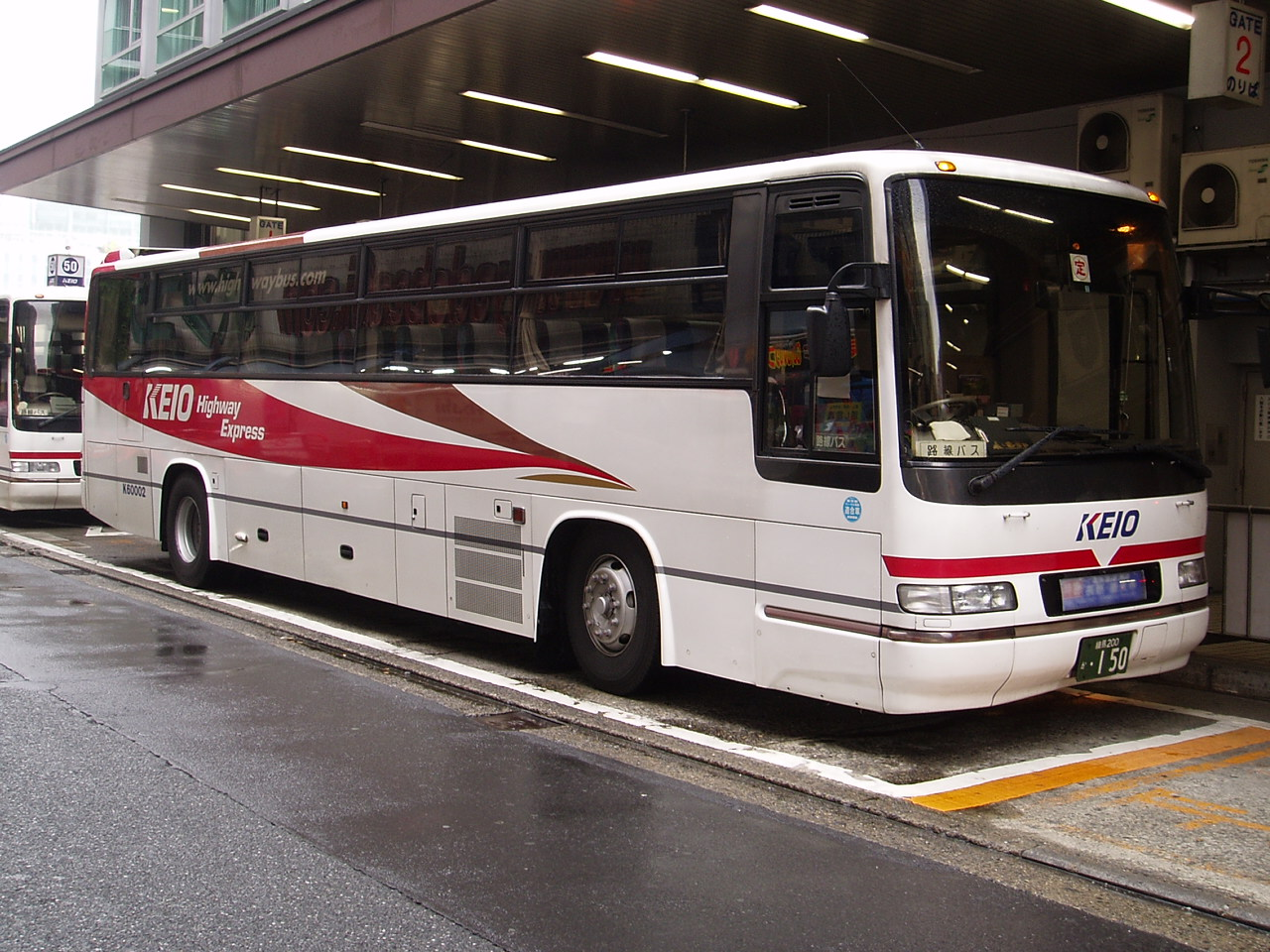
長野線（京王電鉄バス時代）K60002

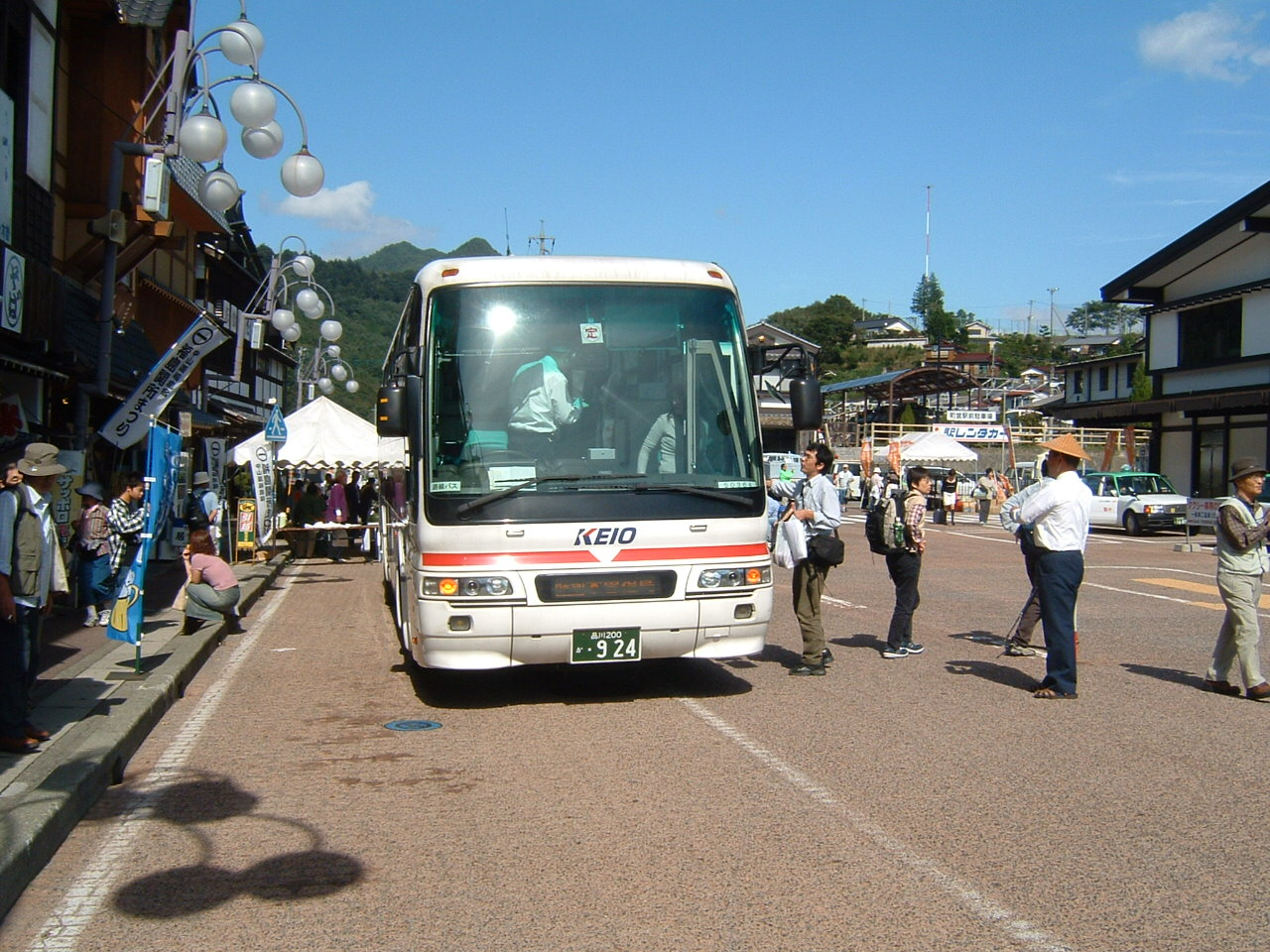
塩尻・木曽福島線（京王バス東時代）

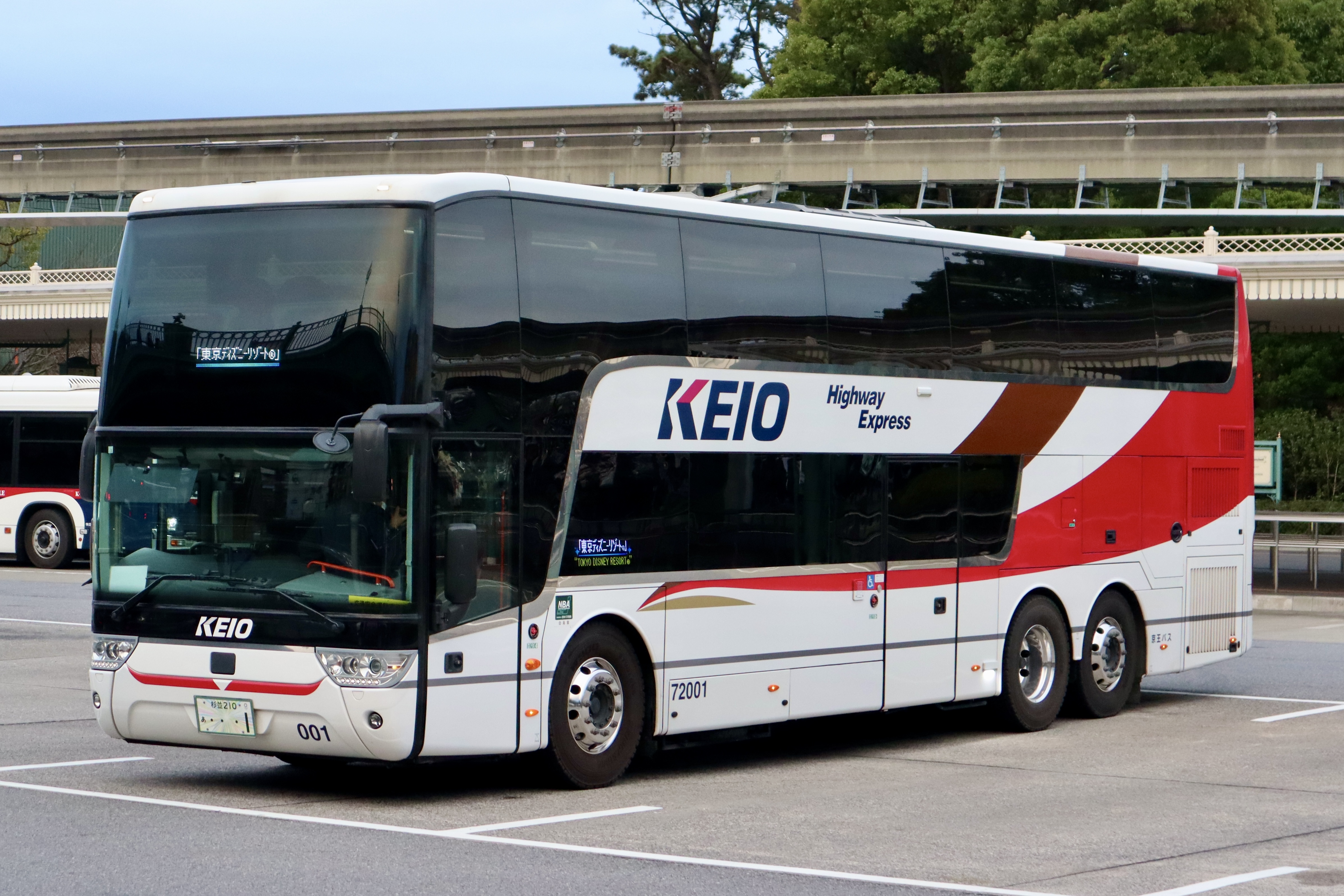
2020年に投入されたアストロメガ（72001号車）

子会社の京王バス（2代）は、バスタ新宿を拠点に主に中央自動車道を経由しての山梨・長野・岐阜・愛知方面や、東名高速道路を経由しての静岡方面への昼行高速バスネットワークを有する。京王は昭和30年代初頭から富士山麓方面への路線拡張に積極的で、1956年10月6日に富士山麓電気鉄道（現在の富士急行）と乗り入れ協定を結び、新宿駅 - 山中湖・河口湖間（季節運行。1965年7月から毎日運行に変更）、1959年7月5日に富士山麓電気鉄道・山梨交通との3社共同運行で新宿駅 - 昇仙峡間定期急行バスをそれぞれ運行開始した。これらの急行路線を中央道の開通後、高速道路経由に変更したのが、現在の中央高速バスである。最近では渋谷マークシティや調布駅、立川駅を起終点とした高速バス路線もいくつか新規開設している。
京王バス（初代、後の京王バス東）は、1999年10月1日に京王電鉄より諏訪岡谷線の移管を受けて以来、京王担当の多くの高速バス路線の運行を行ってきた。2006年7月14日には、富士急シティバスと共同で裾野・沼津線の運行を開始した。京王電鉄バスより段階的に路線が移管され、2018年9月3日の仙台線、飛騨高山線、長野線、松本線の移管をもって全面移管となった。運行する昼行高速路線は以下の通りである。
中央高速バス
- 富士五湖線：バスタ新宿（新宿駅） - 富士急ハイランド・河口湖駅・富士山駅・山中湖・本栖湖 （富士急バス・フジエクスプレスと共同運行）
- 富士山五合目線：バスタ新宿（新宿駅） - 富士急ハイランド・河口湖駅・富士山五合目 （富士急バス・フジエクスプレスと共同運行）※オフシーズンは河口湖駅まで
- 甲府線：バスタ新宿（新宿駅） - 甲府駅・竜王駅・湯村温泉・富士急上阿原車庫 （富士急バス・山梨交通と共同運行）
- 中央市・南アルプス市・身延線：バスタ新宿（新宿駅） - 南アルプス市役所・身延山・身延 （山梨交通と共同運行）
- 諏訪岡谷線：バスタ新宿（新宿駅） - 上諏訪駅・下諏訪・岡谷駅（フジエクスプレス・山梨交通・アルピコ交通東京支社および諏訪支社・JRバス関東と共同運行）
- 伊那線：バスタ新宿（新宿駅） - 伊那バスターミナル・伊那バス駒ヶ根車庫 （フジエクスプレス・山梨交通・伊那バス・信南交通と共同運行）
- 飯田線：バスタ新宿（新宿駅） - 飯田駅・飯田商工会館（アルピコ交通諏訪支社・伊那バス・信南交通と共同運行）
- 松本線：バスタ新宿（新宿駅） - 長野道みどり湖・松本バスターミナル （アルピコ交通本社および東京支社と共同運行）
  - 2012年12月28日より増発便の一部を西東京バスに貸切バス委託型管理形式で運行委託している[67]。
- 安曇野・白馬線：バスタ新宿（新宿駅） - 穂高駅・信濃大町駅・白馬町・白馬八方 （アルピコ交通長野支社および東京支社と共同運行）
- 飛騨高山線：バスタ東京八重洲（東京駅）・バスタ新宿（新宿駅） - 平湯温泉・丹生川・高山濃飛バスセンター・飛騨古川駅 （濃飛乗合自動車と共同運行）
- 名古屋線：バスタ新宿（新宿駅） - 中津川・桃花台・栄・名鉄バスセンター （名鉄バスと共同運行 ※夜行便も運行）

東北方面
- 仙台・石巻線　下記参照

関東方面
- 調布TDR線：調布駅 - 東京ディズニーリゾート（京成バス千葉イーストと共同運行）
- 渋谷 - 袖ヶ浦・木更津線：渋谷マークシティ - 袖ヶ浦バスターミナル・木更津駅（東急バス・小湊鉄道と共同運行）
- 渋谷 - 三井アウトレットパーク 木更津線：渋谷マークシティ - 三井アウトレットパーク 木更津（東急バス・小湊鉄道と共同運行）
- 渋谷 - 軽井沢・草津線：渋谷マークシティ - 軽井沢駅・草津温泉バスターミナル・草津温泉ホテル櫻井 （東急バス・西武観光バス・上田バスと共同運行）
- 東京スタジアム（味の素スタジアム）→（直行）→新宿駅西口　※Jリーグ公式戦開催日・FIFA（国際サッカー連盟）主催・主管サッカー国際試合・その他各種大型イベント開催日などに臨時運行

甲信越方面
- 長野線：バスタ新宿（新宿駅） - 上信越道屋代・長野駅・ホテル国際21 （アルピコ交通東京支社および長野支社と共同運行）
- 新宿上高地線：バスタ新宿（新宿駅） - 新島々バスターミナル・上高地バスターミナル （アルピコ交通と共同運行。季節運行）
- 渋谷上高地線：渋谷マークシティ・二子玉川ライズ・楽天クリムゾンハウス - 新島々バスターミナル・上高地バスターミナル （東急バス・アルピコ交通東京支社と共同運行。季節運行）
- 渋谷河口湖線：渋谷マークシティ・二子玉川駅 - 御殿場プレミアム・アウトレット・河口湖駅・富士山駅 （富士急バス・フジエクスプレス・東急バスと共同運行）

東海方面
- 渋谷・新宿ライナー浜松号：バスタ新宿（新宿駅）・渋谷マークシティ - 浜松駅 （JR東海バス・遠州鉄道と共同運行）
- 新宿 / 渋谷・静岡号：バスタ新宿（新宿駅）・渋谷マークシティ - 清水駅・東静岡駅・静岡駅（JR東海バス・JRバス関東・しずてつジャストラインと共同運行）

### 夜行高速路線

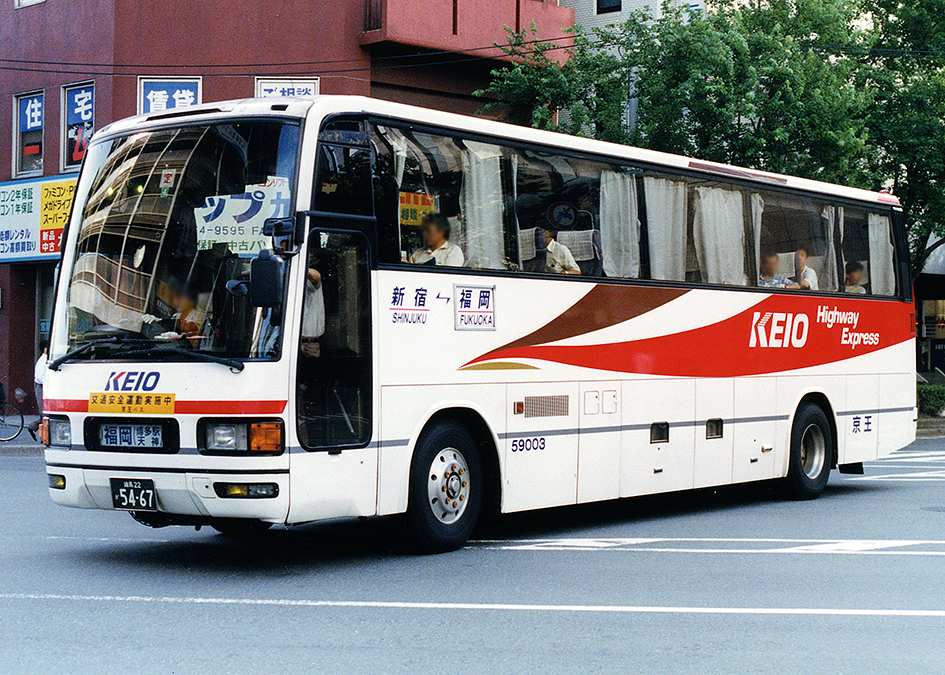
京王電鉄バスが運行していた「はかた号」

夜行高速バスは、1989年10月14日に新宿駅西口 - 高松駅線、1990年10月12日に当時日本最長の路線だった新宿駅西口 - 西鉄天神バスセンター（現・西鉄天神高速バスターミナル）線「はかた号」（西日本鉄道との共同運行）を開業するなど、一時は4路線を運行していた。しかし、運用効率の悪さや、他の交通機関との競争から拡張には至らず、1996年10月1日に福岡線以外の夜行路線をグループ会社の西東京バスに移管（2003年9月から2008年9月までは、さらに同社子会社の多摩バスに移管）、さらに1999年1月18日に福岡線の運行も終了（西日本鉄道が単独で運行へ）し、一時は夜行路線から撤退した。尚車齢の若い車両は座席を4列シートに改造の上中央高速バスへ転用された。
しかし、2000年代に入り、子会社の京王バス（初代、後の京王バス東）が2003年7月18日に阪急バスと共同で新宿駅西口 - 大阪梅田線を、同年12月には神姫バスと共同で新宿駅西口 - 三ノ宮駅 - 姫路駅線を相次いで開業、2006年3月31日には、京王電鉄バスが新宿駅西口 - 仙台駅 - 石巻駅間の夜行路線を開業し、夜行バスは再開の兆しを見せている。大阪線は一旦撤退したのち（前述のとおり、西東京バス→多摩バス→西東京バスに移管）相手の会社を変えて「復活」したため、「ねじれ」を生じている。また、神戸・姫路線は神姫バスが単独で渋谷 - 三ノ宮・姫路に路線を持っていたが、ツアーバスの進出による競争激化で輸送力過剰となり結局は京王・神姫担当系統を渋谷経由に変更し統合された（もとは東急バスと共同だったが、同社が撤退したため単独化）。
子会社の京王バス（2代）が以下の夜行高速路線を運行している。なお、前述の通り名古屋線にも夜行便がある。

#### 仙台・石巻線

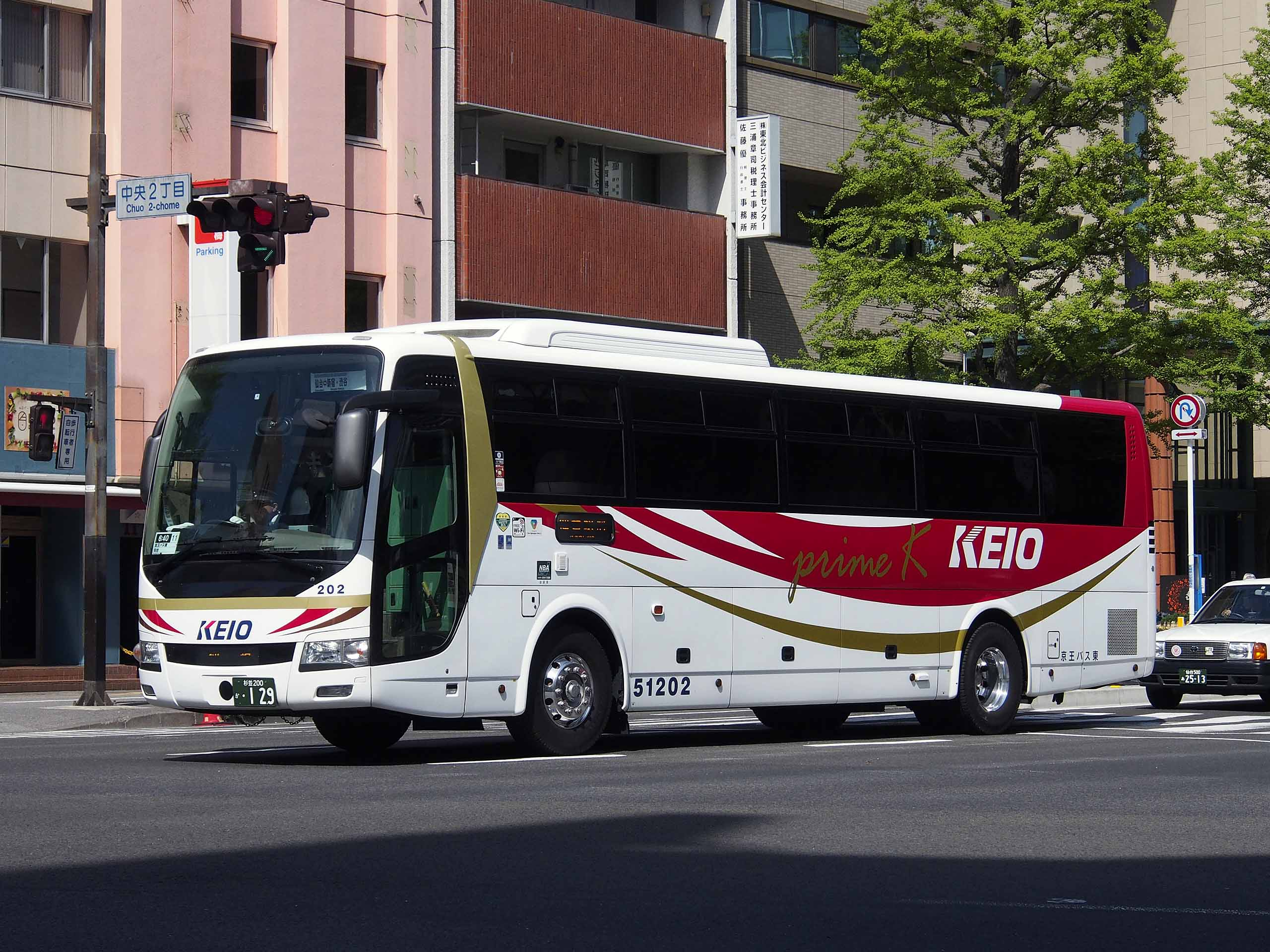
プライムK車両で運行される仙台線

- 広瀬ライナー：バスタ新宿（新宿駅）・渋谷マークシティ - 仙台駅（宮城交通と共同運行）

歴史

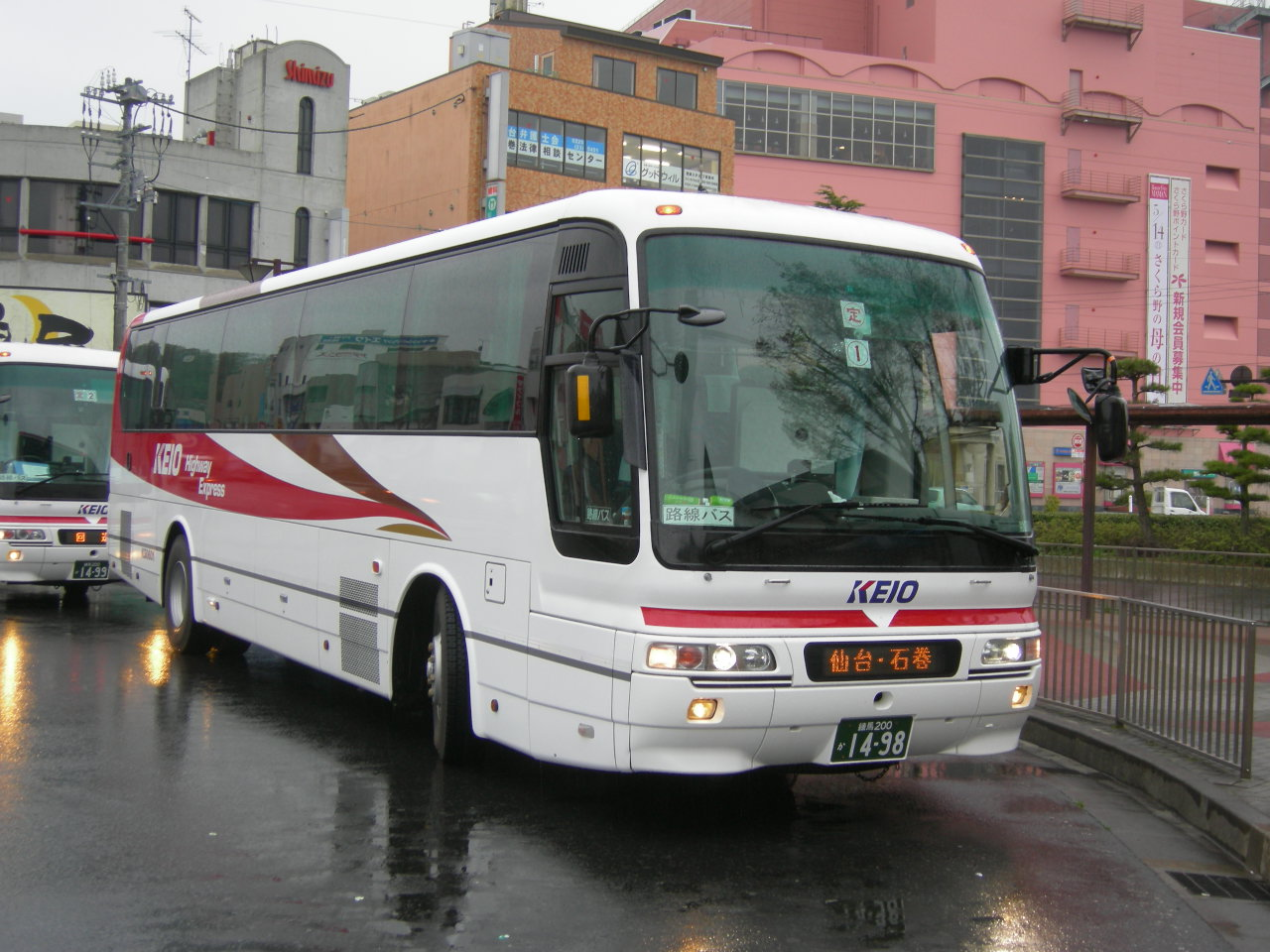
運行開始当初は石巻まで乗り入れていた

- 2006年（平成18年）3月31日 - 新宿高速バスターミナル - 仙台駅前・石巻駅前間、夜行便1日1往復（京王電鉄バス・宮城交通の隔日運行）で運行開始。
- 2008年（平成20年）1月16日 - この日より同年2月15日まで、「Winterキャンペーン」として新宿 - 仙台間の片道運賃を5,000円（通常6,200円）に、新宿 - 石巻間の片道運賃を6,000円（通常6,900円）にそれぞれ割り引いた。
- 2008年（平成20年）3月20日 - 宮城県内に幸町五丁目、利府役場前、蛇田歩道橋前の各停留所を追加。
- 2008年（平成20年）12月1日 - 2009年（平成21年）3月31日までの期間限定で、「早期決済割引」と「冬期キャンペーン」を開始（同様のキャンペーンを2009年5月15日〜同年8月6日にも実施）。
- 2010年（平成22年）4月1日 - この日の出発便より渋谷マークシティに停車。
- 2011年（平成23年）3月11日 - この日発生した東北地方太平洋沖地震の影響により運休。
- 2011年（平成23年）3月19日 - 京王電鉄バスの単独運行で、臨時ダイヤにて新宿高速バスターミナル - 仙台駅前間で運行（新宿発は朝9:00の昼行便、仙台駅前発は22:00の夜行便）。また、この臨時ダイヤ運行中は横4列シートタイプの車両が使用され、料金は片道4,700円（往復割引は設定なし）であった。
- 2011年（平成23年）4月25日 - 通常の運行区間・運行体制に戻る。
- 2012年（平成24年）10月1日 - 昼行便の運行を開始。京王電鉄バスは仙台・石巻行昼行便と新宿行夜行便の運行を担当。
- 2014年（平成26年）7月25日 - 運賃改定。曜日・便別の運賃体系となり、往復割引・早期決済割引を終了、WEB決済割引（「ネット割」）を導入。
- 2016年（平成28年）4月4日 - 新宿駅南口にバスタ新宿開業。これに伴い通常便 (1号車) の発着場所を移転。
- 2018年（平成30年）9月3日 - 京王電鉄バス運行便の宮城側の起終点を仙台駅前に変更（仙台駅前 - 石巻駅前間は宮城交通便のみの運行となる）。石巻への利用者には仙台 - 石巻線（ミヤコーバス）の乗継割引（片道運賃が200円引となる）を開始。
- 2018年（平成30年）9月10日 - この日より京王電鉄バス運行便が京王バス東に移管。
- 2019年（令和元年）6月28日 - 運賃改定。
- 2020年（令和2年）4月20日 - 新型コロナウイルスの影響により、この日より（宮城交通担当便は同年4月6日より）同年6月25日出発便まで運休。
- 2020年（令和2年）5月25日 - この日より、京王便のみ当初予定を繰り上げて運行を再開（宮城交通担当便は引き続き同年6月25日出発便まで運休）。
- 2021年（令和3年）1月12日 - この日の出発便より当面の間運休。
- 2021年（令和3年）2月15日 - 2月13日夜に発生した福島県沖地震の影響により東北新幹線が不通になったため、この日より同年2月23日まで臨時便（宮城交通を含め1日4便）を運行。
- 2021年（令和3年）3月12日 - この日の出発便より運行を再開。
- 2021年（令和3年）4月29日 - この日の出発便より同年5月11日（のち同年6月24日まで延長）出発便まで運休。
- 2021年（令和3年）6月25日 - この日の出発便より運行を再開。

経路
首都高速道路･東北自動車道経由。下り昼行便は2カ所で休憩。上り夜行便は休憩なし。
使用車両
- 2018年6月26日運行便より、原則三菱ふそう・エアロエース（2列＋1列）が使用される。それ以前には三菱ふそう・エアロバス（独立3列シート）が充当されていた。
- ただし、上記の東北地方太平洋沖地震の臨時ダイヤ運行の際には、輸送力増強の緊急措置として、通常中央高速バス路線に使用する京王バス東の車両や、フジエクスプレスの貸切車が投入されたこともあった。

利用状況
| 年度               | 運行日数 | 運行便数 | 年間輸送人員 | 1日平均人員 | 1便平均人員 |
| 2006（平成18）年度 | 365      | 780      | 10,748       | 29.4        | 13.8        |
| 2007（平成19）年度 | 366      | 736      | 8,981        | 24.5        | 12.2        |

#### 大阪線

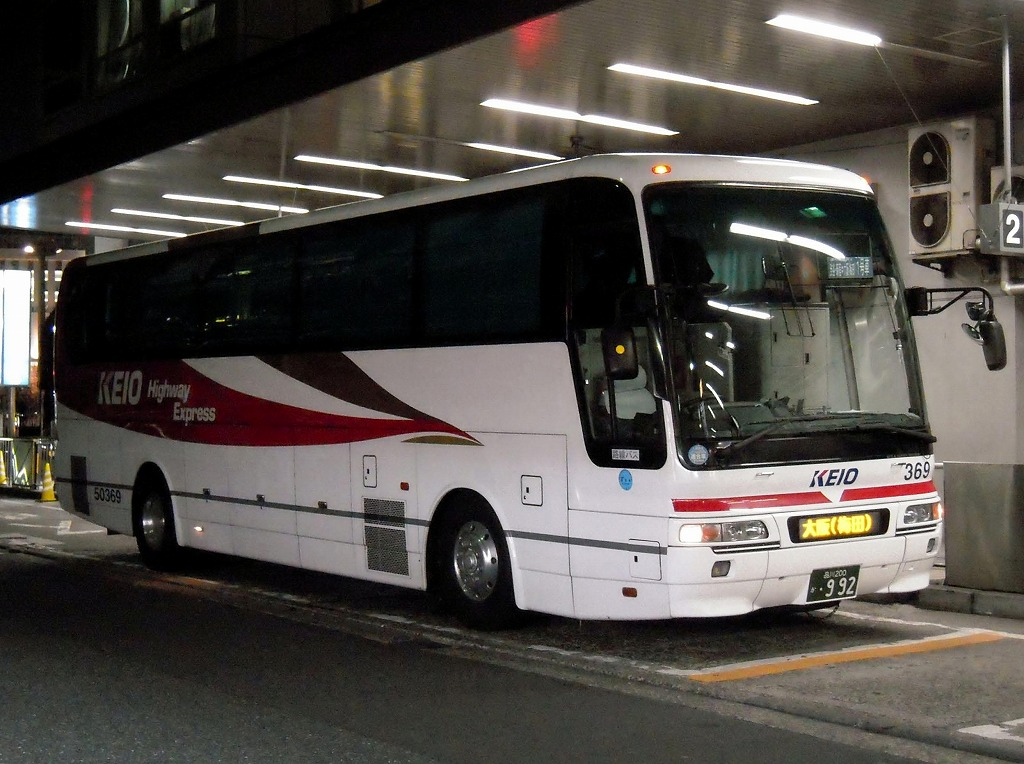
池袋・新宿・渋谷 - 大阪線（京王バス東で運行されていた頃）

- 大阪線：池袋駅東口・バスタ新宿（新宿駅）・渋谷マークシティ - 千里中央・新大阪・阪急梅田・USJ （アルピコ交通大阪支社[注釈 2][82][83] と共同運行）

#### 神戸姫路線
- プリンセスロード号：バスタ新宿（新宿駅）・渋谷マークシティ - 三ノ宮駅・姫路駅 （神姫バスと共同運行）

### かつて運行していた高速バス
はかた号・高遠線・下呂温泉線以外は西東京バスへ移管された。該当する3路線の現況については、西東京バス#高速バス路線を参照。
- ツインクル号（近鉄バスと共同運行）
  - 1989年12月6日 - 新宿 - 大阪線「ツインクル号」運行開始[84]。
  - 1996年10月1日 - 東京側の運行会社を京王帝都電鉄から西東京バスへ移管。
- ハローブリッジ号（四国高速バスと共同運行）京王帝都電鉄 ハローブリッジ号（1992年）

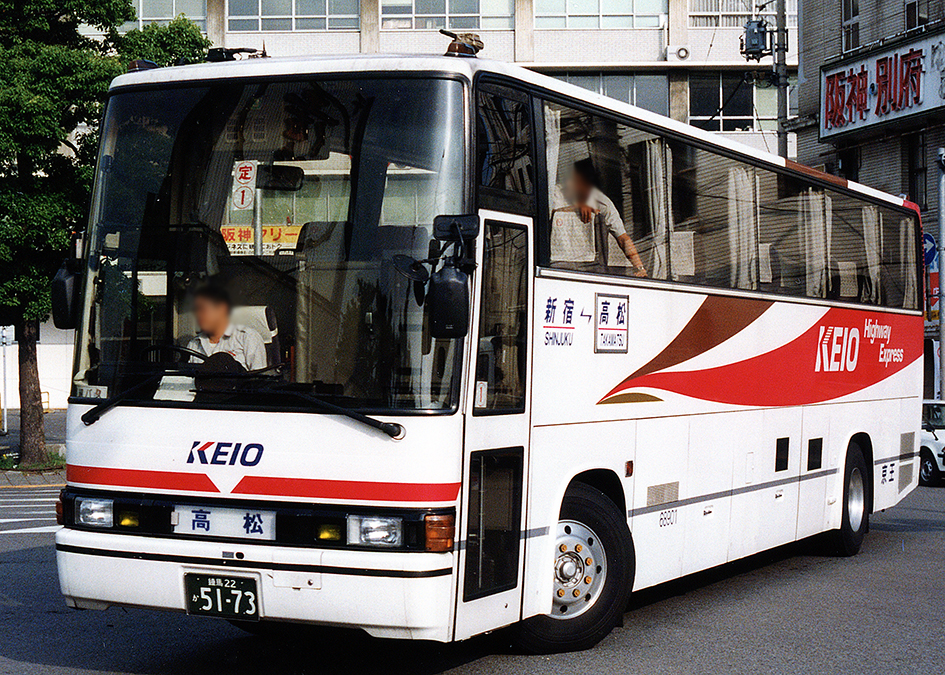
京王帝都電鉄 ハローブリッジ号（1992年）

  - 1989年10月14日 - 新宿高速バスターミナル - 坂出駅経由高松駅間を四国高速バスの共同運行で運行開始。
    - 当時の運行経路は、東京都新宿区 - 首都高速4号新宿線 - 中央自動車道 - 名神高速道路 - 中国自動車道 - 播但連絡道路 - 山陽自動車道 - 岡山ブルーハイウェイ - 岡山バイパス - 瀬戸中央自動車道 - 香川県坂出市 - 高松坂出有料道路 - 香川県高松市

  - 1996年10月 - 東京側の運行会社を京王帝都電鉄から西東京バスへ移管。

京王帝都電鉄（当時）では初の夜行高速バスであると共に、同日に開業したドリーム高松号と共に、東京と四国を瀬戸大橋経由で結ぶ初の夜行高速バスでもある。また、四国高速バスは本路線の運行に際して設立されたバス事業者である。京王は夜行高速バスへの参入事業者としては後発であったが、居住性の向上には意欲的で、西日本車体工業製以外を架装するバス車両では初めて杉本工業製のスリーピングシートを装備した車両を投入した。運行開始当初は京王・四国高速バスとも日野ブルーリボングランデッカを導入していた。
- オレンジライナー号（伊予鉄バスと共同運行）
  - 1990年5月2日 - 新宿 - 松山市線を運行開始[86]。
  - 1996年頃 - 東京側の運行会社を京王帝都電鉄から西東京バスへ移管。
- はかた号（西日本鉄道との共同運行）
  - 1990年10月12日 - 運行開始。当時は1日2往復で京王、西鉄がそれぞれ1往復を担当。
  - 1999年1月18日 - 京王電鉄の撤退により西鉄の単独運行（1日1往復）に変更。京王は東京側の予約・発券業務のみを行う。
- 高遠線：新宿駅新南口 - 伊那北・高遠・伊那里 （「南アルプス号」：JRバス関東・伊那バスと共同運行） ※廃止
- 下呂温泉線：新宿高速バスターミナル - 馬篭 - 中津川淀川 - 福岡町役場 - 道の駅花街道付知 - 下呂温泉 （濃飛乗合自動車と共同運行） ※廃止
  - 　2004年10月運行開始。2008年7月路線廃止。
- 土気線：バスタ新宿（新宿駅） - 東京スカイツリー - 千葉駅・松ヶ丘・千葉営業所・鎌取駅・誉田駅・土気駅（千葉中央バスと共同運行）
  - 2016年9月30日をもって撤退。千葉中央バス単独運行化。
- 中央高速バス多摩河口湖線：南大沢駅・多摩センター駅・聖蹟桜ヶ丘駅 - 富士急ハイランド・富士山駅・河口湖駅（富士急山梨バスと共同運行）
  - 京王バス南では従来空港連絡路線は運行していたものの高速路線は運行していなかった。当路線は2011年3月19日より土曜・休日・学校の長期休暇期間に運行していたが[87]、2017年10月9日をもって運行終了した。
- 裾野・三島・沼津線：バスタ新宿（新宿駅） - 裾野市民文化センター・三島駅・沼津駅北口・富士急沼津営業所 （富士急シティバスと共同運行）
  - 2023年10月1日より富士急シティバスの単独運行となった[88]。
- 幕張新宿線： 幕張メッセ中央 → 新宿駅西口28番のりば（千葉中央バスと共同運行。大規模イベント時運行）
- 幕張渋谷線： 幕張メッセ中央 → 渋谷マークシティ（東急バス・京成トランジットバス・ちばシティバスと共同運行。大規模イベント時運行）
- 立川飯田線：立川駅南口 - 中央道伊那インター・飯田駅（立川バス・伊那バスと共同運行）
- 塩尻・木曽福島線：バスタ新宿（新宿駅） - 漆の里平沢・木曽福島駅 （おんたけ交通と共同運行）

## 空港連絡・深夜急行路線

### 空港連絡路線
空港連絡路線は、計8路線ある。
調布営業所

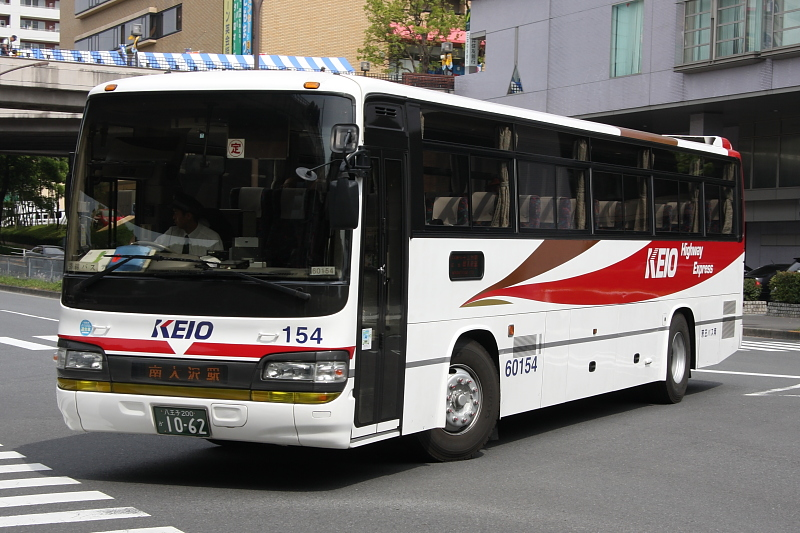
羽田多摩センター線(K60154)

- 調布成田線：（若葉台駅 - 稲城駅 - ）調布駅 - 成田空港（東京空港交通と共同運行）
- 調布羽田線：調布駅 - 羽田空港（東京空港交通と共同運行、府中営業所と共管）
- 調布羽田線（小金井系統）：武蔵小金井駅 - （府中駅） - 調布駅 - 羽田空港（東京空港交通と共同運行、府中営業所と共管）
- 調布羽田線（国分寺系統）：西国分寺駅 - 国分寺駅 - 府中駅 - （調布駅） - 羽田空港（東京空港交通と共同運行、府中営業所と共管）

南大沢営業所
- 羽田八王子線：（高尾駅南口 - 西八王子駅入口 - ）京王八王子駅 - 八王子駅北口 - 中央道日野 - 羽田空港（東京空港交通・西東京バスと共同運行）
- 羽田多摩センター線：南大沢駅 - 多摩センター駅 - 聖蹟桜ヶ丘駅 - 羽田空港（東京空港交通と共同運行）
- 成田多摩センター線：南大沢駅 - 京王多摩センター駅 - 聖蹟桜ヶ丘駅 - 成田空港（東京空港交通と共同運行）
- 調布羽田線（若葉台系統）：若葉台駅 - 稲城駅 - （調布駅） - 羽田空港（東京空港交通と共同運行）

羽田多摩センター線は2007年6月1日に、成田多摩センター線は、2006年3月16日に南大沢駅発着に変わり、それに伴い、京王バス東から京王バス南に移管された。調布羽田線（若葉台系統）は2017年12月16日より京王バス東から京王バス南に移管された。羽田八王子線の空港行のみ座席指定制となっている（その他の路線の空港行も予約制だが自由席となっている）。2023年3月31日をもって、八王子羽田線の運行から、京王バスが撤退（運行再開しないまま撤退）し、西東京バスと東京空港交通の2社での運行となった。

### 深夜急行路線

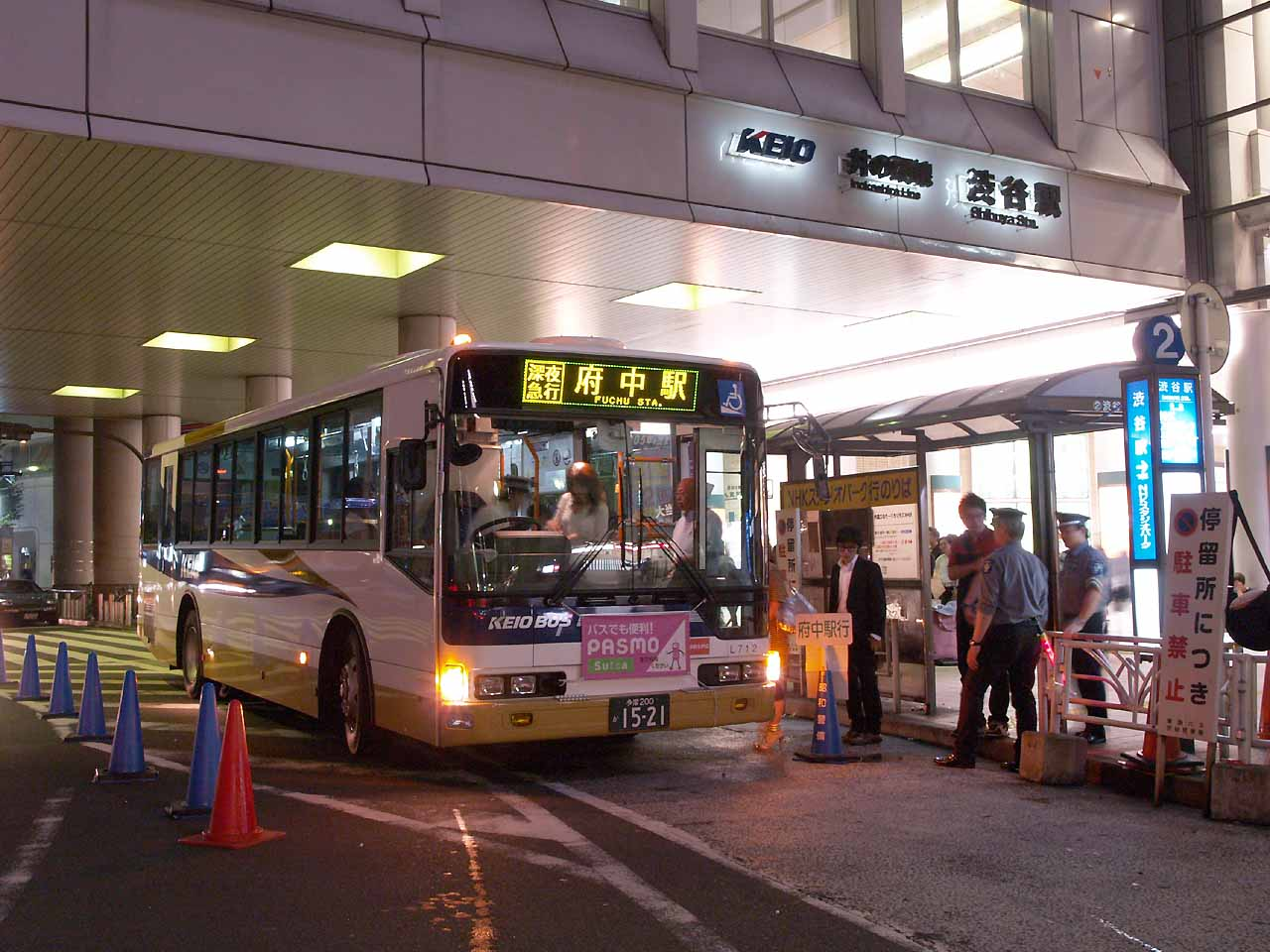
渋谷駅発の深夜急行バス。ワンロマ車で運行 (L30712)

深夜急行バスは6路線を運行しており、新宿駅（京王線系統）、渋谷駅（井の頭線）の終電後に運転される。平日のみ運行、土日祝日とお盆・年末年始は運休。
新型コロナウイルスの蔓延によって2020年4月13日から全路線で運休している。
新宿駅西口 - 府中方面
- 調布・府中系統：新宿駅西口→千歳烏山・調布駅南口・東府中駅・府中駅
- 府中・国立系統：大手町フィナンシャルシティグランキューブ・東京駅南口・新宿駅西口→府中駅・武蔵小金井駅・国分寺駅南口・国立駅

永福町営業所が担当、高速車両を使用。国立系統は東京駅・大手町方面へ延伸され、都心から中央線沿線への深夜帯の運行も担う。
渋谷駅発
- 井の頭線沿線経由：渋谷駅→明大前入口・永福町・高井戸駅入口・吉祥寺駅北口
- 京王線沿線経由：渋谷駅→千歳烏山・調布駅南口・東府中駅・府中駅

調布営業所が担当、ワンロマ車を使用。
新宿駅西口 - 橋本方面
- 多摩センター・橋本系統：新宿駅西口→稲城駅・若葉台駅（乗降可能）・永山駅・多摩センター駅・南大沢駅・多摩境駅・橋本駅

南大沢営業所が担当、高速車両を使用。
新宿駅西口 - 八王子みなみ野方面
- 聖蹟桜ヶ丘・八王子みなみ野系統：新宿駅西口→中河原駅・聖蹟桜ヶ丘駅・高幡不動駅・北野駅・八王子みなみ野駅

世田谷営業所が担当、高速車両を使用。

## 観光バス
東京都内を営業エリアとして事業を行っている。
2016年から観光バス事業が強化され、新たにプライムK（3列シート・パウダールーム付き・27席）、コンフォート（4列シート・トイレ付き・42席＋補助席10席）、スタンダード（4列シート・49席＋補助席11席）の2タイプの観光バス車両を配置されている。外観は高速バスとは異なり、赤とゴールドを基調にした塗装になっている。
貸切バス事業者安全性評価認定制度では、2022年01月31日現在、京王電鉄バス（車両数：5両）、京王バス（車両数：36両）が★★★★となっている。

## 車両
京王電鉄バスグループの営業車両は、2021年4月現在、いすゞ自動車、日野自動車、三菱ふそうトラック・バス、日産ディーゼル工業（現・UDトラックス）、トヨタ自動車（SORA、ハイエース）、スカニア（InterCityDD）の車両を保有している。

### 社番
| D      | 3        | 13   | 11       |
| ------ | -------- | ---- | -------- |
| 営業所 | メーカー | 年式 | 固有番号 |

京王電鉄バスグループの社番は以下のとおり、所属営業所・用途を表す英字1字と、5桁の数字で構成される。
- 英字：所属営業所・用途[59]
  - 路線車：営業所記号（#営業所を参照）[59]。
  - 高速車：X[59]
  - 貸切車：K[59]
- 数字の一万の位：車両メーカー・用途[59]
  - 1：いすゞ一般路線車
  - 2：日野一般路線車（日野シャーシのトヨタ・SORA、連節バスを含む）
  - 3：三菱ふそう一般路線車
  - 4：日産ディーゼル
  - 5：三菱ふそう高速・貸切車
  - 6：日野高速・貸切車
  - 7：日産ディーゼル小型車（全車除籍）
トヨタ小型車（nearくる専用車）
スカニア（ダブルデッカー）
BYD
  - 8：いすゞ高速・貸切車
  - 9：社用車（サービスカー）
- 千の位と百の位：年式（西暦下2桁）[59]
  - 基本的には新車購入のため、年式=購入年（年度ではない）となる[59][注釈 5]。
- 十の位と一の位：固有番号
  - 固有番号は数字が飛ぶこともあり、必ずしも導入順の連番とは限らない。

例えば、社番がD31311であれば
- 最初のDは永福町営業所所属
- 3は三菱ふそう製一般路線車
- 13は2013年式
- 11は固有番号

を表す。
なお2006年より、同じく京王グループの西東京バス・多摩バスもこれに似た付番方法を採用している。西東京バス#社番、多摩バス#社番も参照のこと。

### カラーリング
一般路線車両のカラーリングは、京王帝都電鉄の発足直後から黄・赤・白の3色を用いたカラー（初代京王帝都カラー）が使われてきた。現在の西東京バスとほぼ同じカラーリングであるが、これは京王主導による3社合併で西東京バスが設立された際に初代京王帝都カラーを採用したものである。その後、京王の方がカラーリングをたびたび変更したため、西東京バスカラーとして現在も残っている。京王では1975年に、黄色地に橙色の帯の2色の簡略塗装（2代目京王帝都カラー）を採用している。
1990年6月のコーポレート・アイデンティティ（CI）導入により、アイボリーを基調に紺色とローズピンク（京王ブルー・京王レッド）のアクセントを加えた京王グループ共通塗装を制定し、京王6000系電車も帯色を変更した。このため「京王電鉄カラー」と呼ばれる。バス車両や京王自動車のタクシー車両もこの「京王電鉄カラー」を採用した。また、日野市ミニバスのレインボーRBは、当初は2代目京王帝都カラーで導入されたが、1990年のCI導入により「ミニバスカラー」が制定され、ソール・バスがデザインした京王百貨店の鳩の柄の包装紙をアレンジした、白地に3色（京王ブルー・京王レッド・水色）の羽を散らしたカラーリングとなった。
さらに、1997年に設立された京王バス株式会社（現：京王バス調布営業所）の車両は、これとは異なる白地に青色の帯にゴールドをアクセントとした塗装が採用された。以降も子会社ではこのカラーリングを採用したため「京王バスカラー」と呼ばれる。
その後は原則として、京王電鉄バスと京王バス小金井の車両が「京王電鉄カラー」、京王バス東・中央・南の車両が「京王バスカラー」で導入されてきたが、京王電鉄バスから京王バス各社へ転属した車両が塗装変更されないまま使用されることも多い。2020年以降は、京王電鉄バスの車両も「京王バスカラー」で導入されるようになった｡
2013年には「京王の電車・バス開業100周年」を記念し、京王帝都電鉄発足（いわゆる大東急解体）の1940年代から現塗色になる1990年代までの旧塗装を復刻したエアロスターが11台導入された。その後､2015年に日野・ブルーリボンIIで復刻塗装車が4台登場した｡

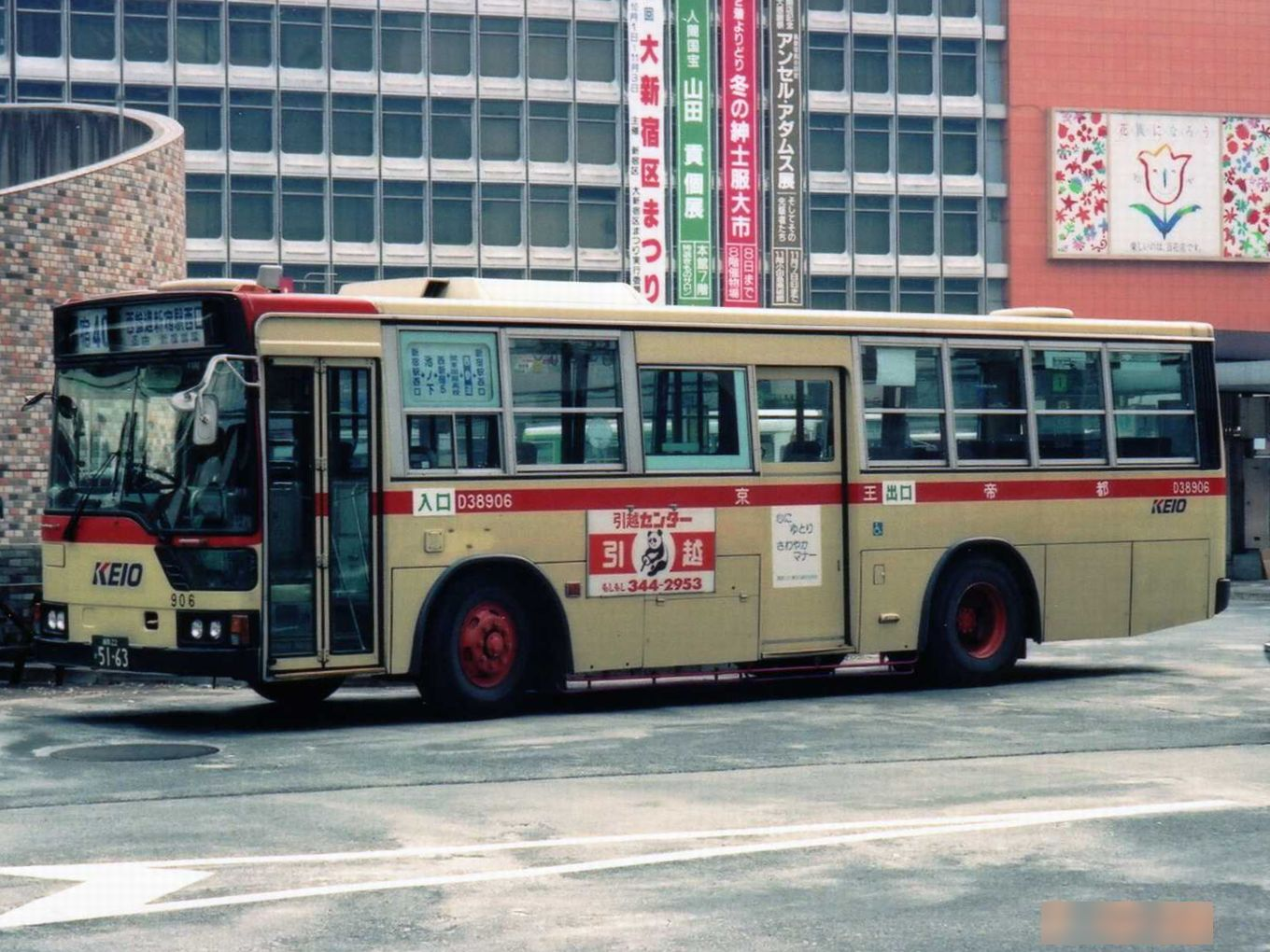
1997年までみられた一般路線バスの2代目塗装 （新宿駅西口にて撮影）
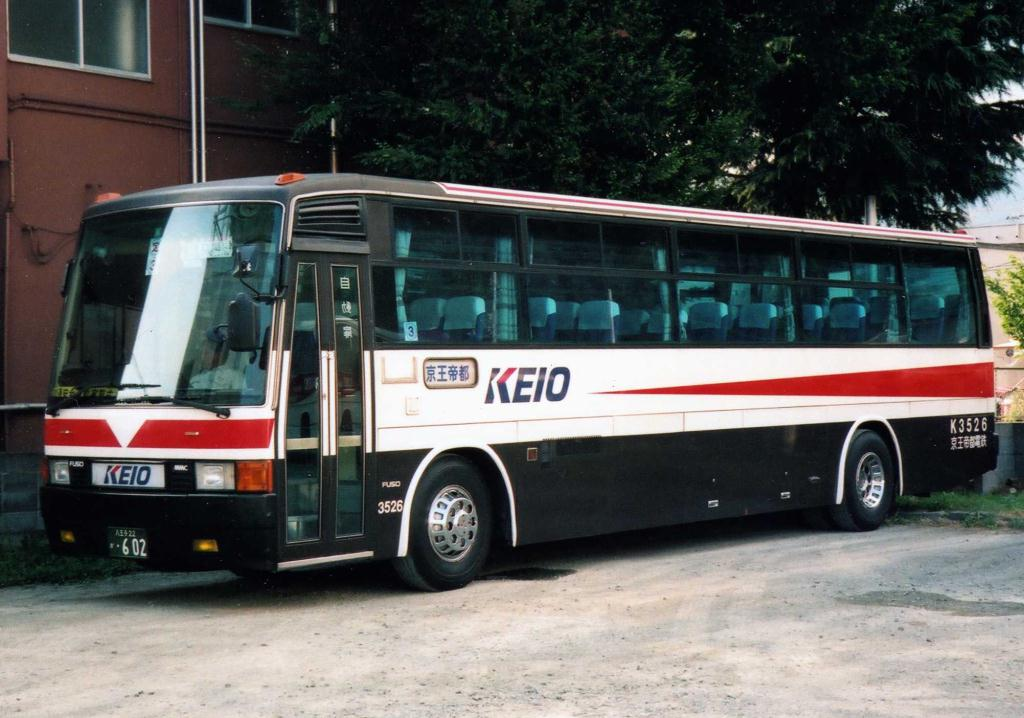
1980年代から1990年代前半までみられた高速路線バスの旧塗装
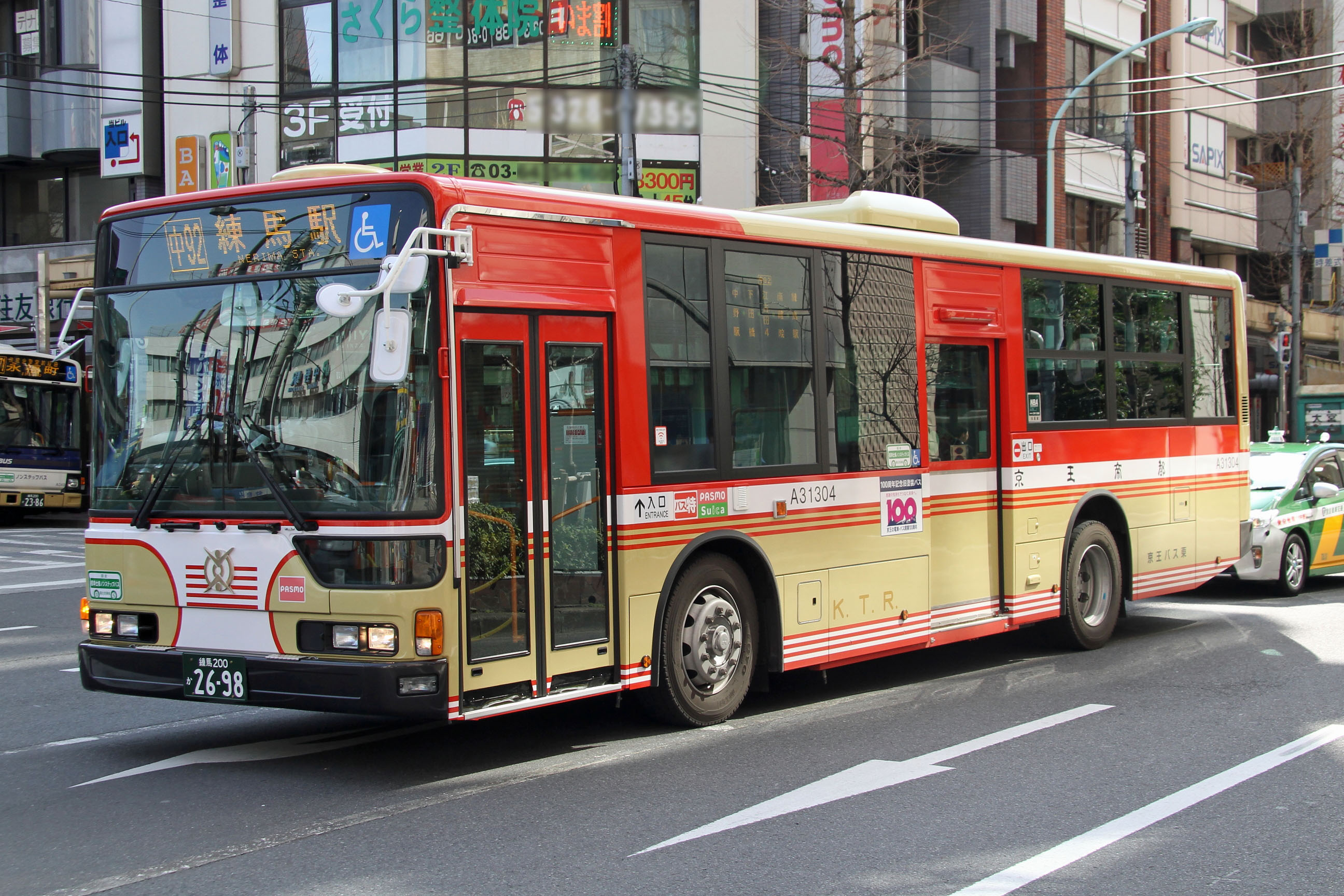
1953年頃の塗色を再現[95] した一般路線車 （中野駅南口にて撮影）
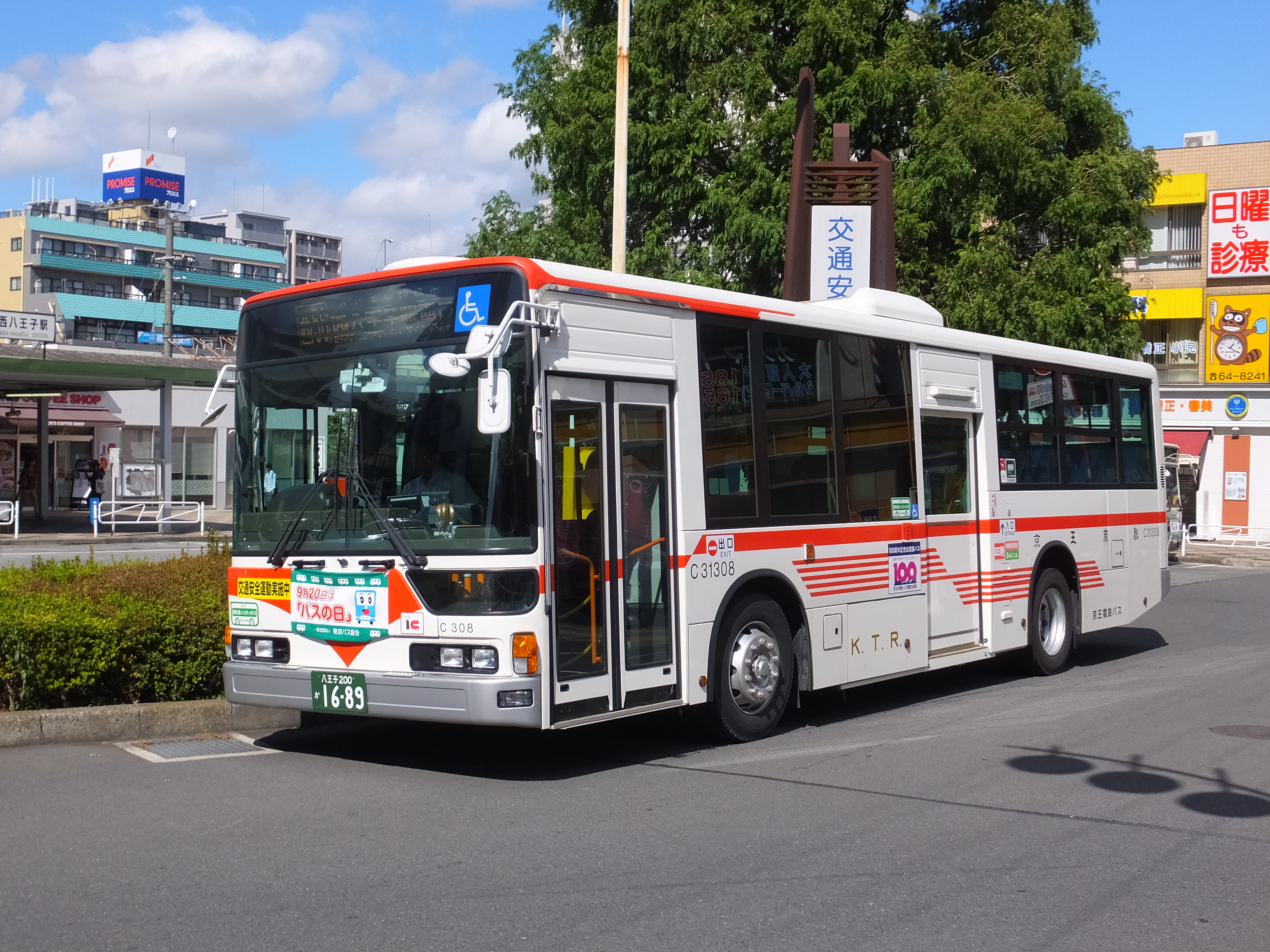
1970年代から1980年代のワンロマ車でみられた塗装を再現した一般路線車 （西八王子駅南口にて撮影）
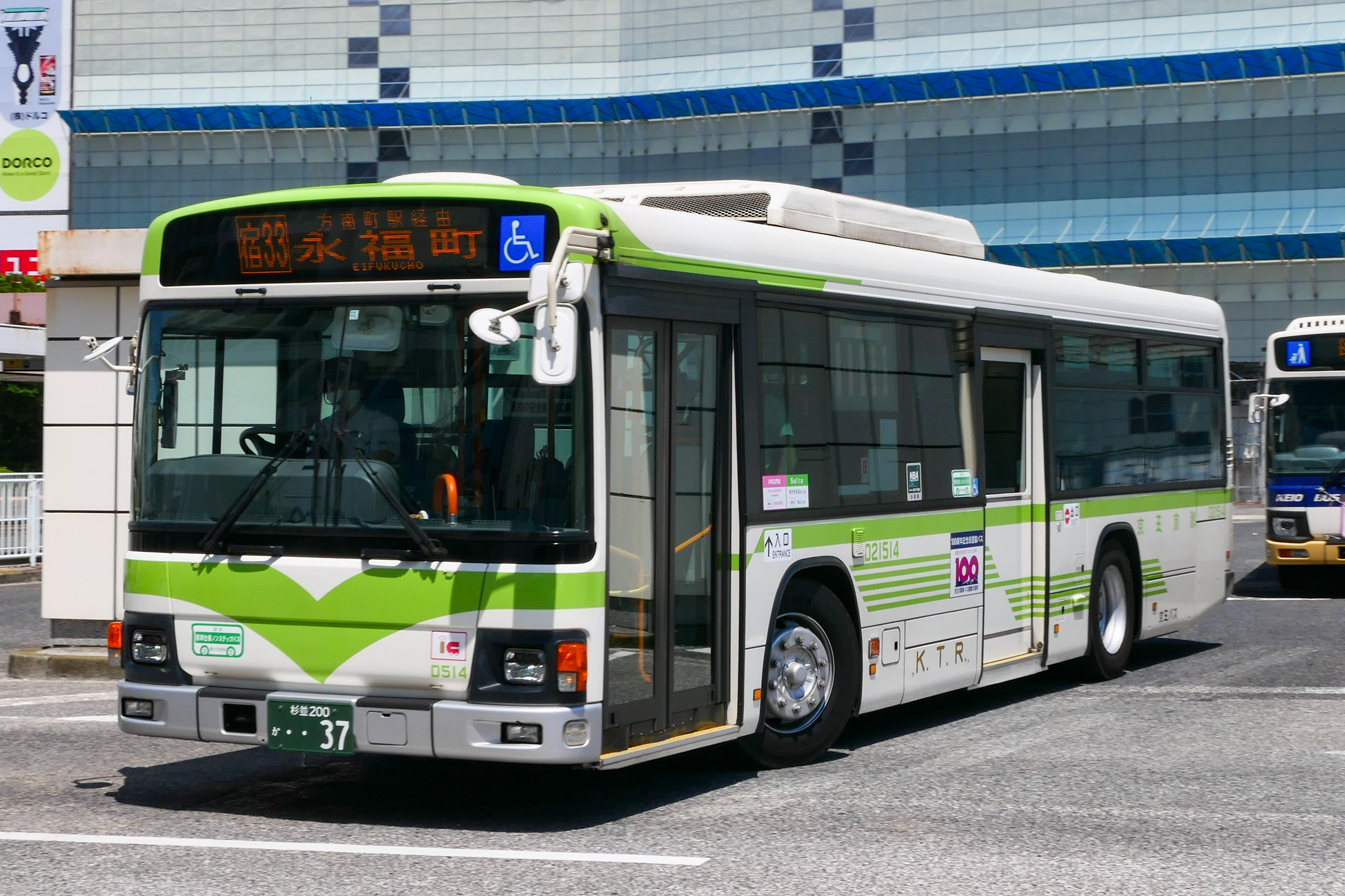
1970年代から1980年代の高速車でみられた塗装を再現した一般路線車

### 一般路線バス

#### 車両メーカーの変遷
一般路線車は国内3メーカーから導入している。以前は日産ディーゼル製車両の割合がやや高かったが、製造販売終了により新車への代替で徐々に数を減らしている。かつて日産ディーゼル製車両の割合が高かったのは、1995年から車両の低床化とバリアフリー対応を進めるにあたり、同社より中型長尺ワンステップ車両（JP）を一括購入したこと、および同社と共同で車椅子スロープ付き小型車両（RN）を開発し、1996年より多数導入したことによる。日産ディーゼル車は富士重工業製と西日本車体工業製車体の両方を並行して導入していたが、1999年以降は後者に一本化された。

#### かつての車種

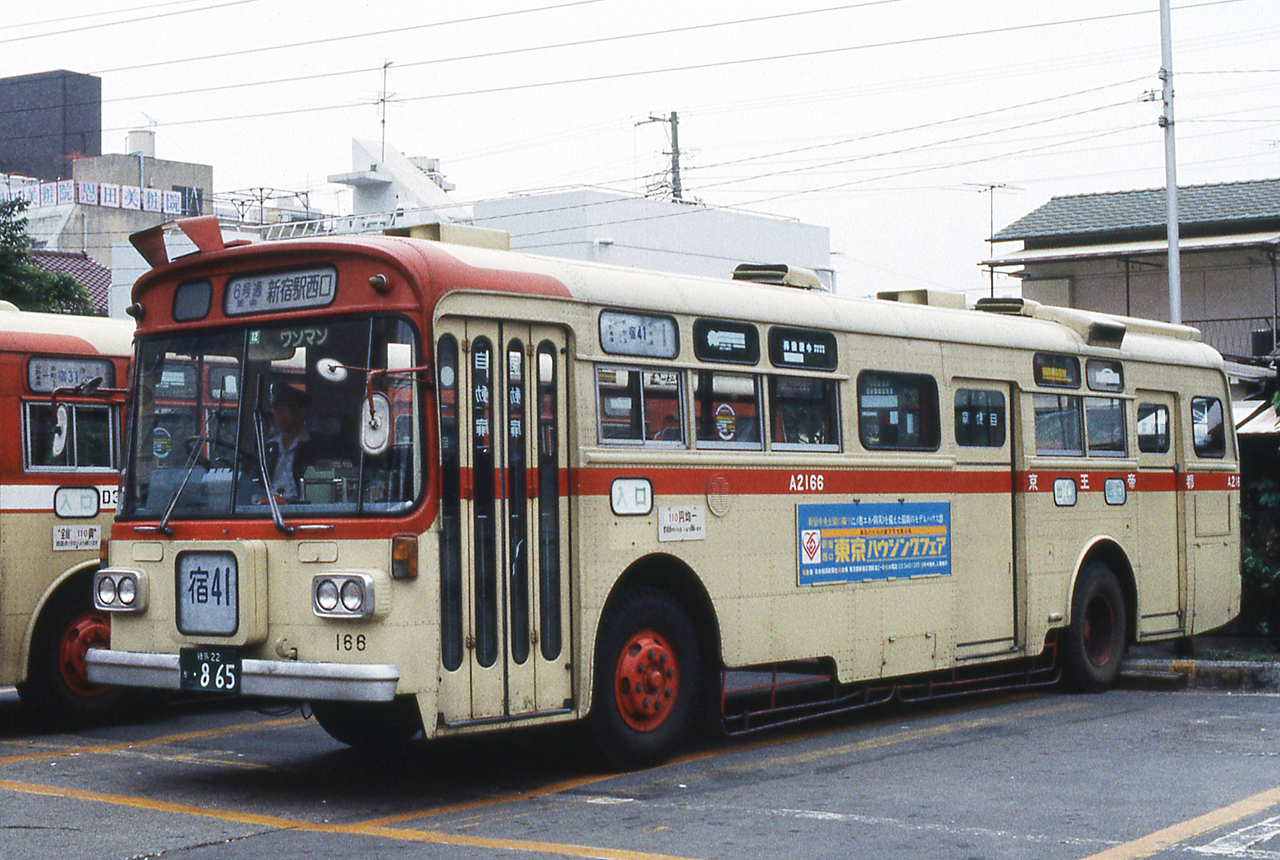
京王帝都電鉄時代の一般路線車
中野営業所所属の日野・RE140
前面の四角い系統番号を表示した方向幕が特徴で「弁当箱」と呼ばれていた。

1995年の日産ディーゼル車の一括導入開始以前は、営業所ごとに車両メーカーを指定しており、日産ディーゼル車は導入していなかった。同年以前の各営業所の車両メーカー指定は以下のとおり。
- 中野営業所、八王子営業所 - 日野自動車
  - 日野車は、純正車体（帝国自動車工業→日野車体）で導入していた。
  - 八王子営業所で日野車が採用されたのは、沿線に日野自動車の本社・工場があり通勤輸送を行う影響もあった。
  - 大型路線車は、中野では短尺、八王子では標準尺で導入していた。
- 府中営業所（府中から派生した小金井・調布を含む）・ 八王子営業所南大沢支所 - いすゞ自動車
  - いすゞ車は、純正車体（川重車体→IKコーチ）と、富士重工製車体の両方を導入していた。
  - 府中では3扉車も採用していた｡
- 永福町営業所、多摩営業所（桜ヶ丘を含む）- 三菱ふそう
  - 三菱車は、三菱自動車工業（大江自工）と、呉羽自動車工業製車体の両方を導入していた。
  - モノコック車のMP118系までは用途に関係なく並行導入していたが、スケルトン車は、高速・路線兼用車「ワンロマ」・中型車は呉羽自動車工業製、それ以外の一般車は三菱自動車工業名古屋製作所大江工場製（エアロスターM）と目的別となった。
  - 多摩や桜ヶ丘では3扉車も採用していた。

1995年からの全社的な日産ディーゼル車の大量導入によりこの法則が崩れ、営業所を問わず車種の均一化が進むことになった。
日産ディーゼル車の第一弾は1995年投入の中型長尺ワンステップバスU-JP211NTN42台であり、このうち中野、永福町、調布に配属された均一区間用の12台は都内路線バス初となる西日本車体工業製車体を採用、58MCのB-I型でありながら日デオリジナルボディのバンパーを組み合わせた独特の風貌となった。
1998年夏には日産ディーゼル製の大型ノンステップバスを一挙に22両投入、中野、永福町、府中の各営業所に配属した。2002年と2003年には永福町営業所にUAのCNG車を導入した。最後に導入された日産ディーゼル車は、2008年のJPとスペースランナーRAであり、2009年はJPのOEM車種であるエアロミディ-S (AJ) を導入している。

#### 近年の車種
日産ディーゼルが2011年3月までにバスの製造販売を終了したため、以降は全て他3メーカーから導入されている。なお西東京バスでは、日産ディーゼルのバス製造販売終了後もいすゞ車が導入されているが、一般路線用の三菱ふそう車は2014年まで導入がなかった。
三菱ふそう車は、エアロスター、エアロミディなどを導入している。大型車は日産ディーゼルの製造販売終了直後導入が増えた。中型長尺車（エアロミディMK、10.5m車）は、レインボーHRなどと同時期に複数配置されている。中型車（9m車）は、日野車がメインであることや一時期販売終了していた影響もあって導入していなかったが、販売再開後に複数台導入し、その後は再び販売終了したため導入が途絶えた。
いすゞ車は、中型車のいすゞ・ジャーニーKに続き、2000年にエルガミオが2両導入されて以来しばらく導入されておらず、2012年11月までに全て除籍されていったん消滅したが、2013年8月に永福町営業所にエルガハイブリッドが納車され、いすゞ車の購入が再開された。モデルチェンジ後（LV290系）は、エルガが府中、南大沢、桜ヶ丘、高尾に、エルガミオは府中、永福町に導入されている｡
日野車は、かつて日野が指定メーカーだった中野・八王子の両営業所で、中型長尺ノンステップバスの日野・レインボーHRをまとめて導入した。中型車（RJ系、9m車）も4枚折戸仕様で細々と導入していたが、RJ系・HR系とも全車除籍された。日産ディーゼル・RNの代替として、エルガミオの統合車種となったレインボーII（KR系）を多数導入したため中型車の主力となっている。大型車はブルーリボンシティとなったモデル以降は導入されていなかったが、いすゞのOEMとなった後に2006年度よりブルーリボンIIを導入開始し、モデルチェンジ後のブルーリボン（KV290）となった以降も継続導入している。日産ディーゼルのバス事業撤退後は、八王子営業所では再び日野車が主力となっており、中野営業所や多摩営業所、桜ヶ丘営業所には、2019年より、ブルーリボンハイブリッド（HL系）が導入されている。
コミュニティバスは、1986年より日野市ミニバスの運行を開始し、その後全国的に発展したコミュニティバスの先駆けとなっている。このミニバスでは日野自動車が開発した全長7m、全幅2.1mのリヤエンジン小型バスである日野・レインボーRB（U-RB2WGA）を採用した。その後も後継車種のリエッセやポンチョが、主にコミュニティバス用として導入された。2009年9月27日から運行開始した新宿WEバスには、日野・レインボーIIを天窓を設置した独特なデザインに改造して投入している。2011年12月1日からは新都心循環線も新宿WEバスに組み込まれ路線が拡大されている。2016年7月29日からは映画『シン・ゴジラ』公開にあわせて、ゴジラのラッピングを施し降車ブザー音をゴジラの雄たけびに変更した「ゴジラバス」も運行開始した。
2020年には京王バスで初となる燃料電池バスのトヨタ・SORAを多摩営業所に2台（J22001・J22002）導入、同年7月より多摩市内（多摩センター駅・永山駅・聖蹟桜ヶ丘駅周辺）で運行を開始した。これは多摩地域で2番目となる水素ステーション「TKK水素ステーション」が多摩市内に開業 したことを受けての車両導入となる。
2021年には、京王バスでは初となる連節バスを2台導入、同年4月5日より八王子営業所と高尾営業所で運行開始された。車種は日野・ブルーリボンハイブリッド連節バスで、両営業所に各1台（C22101・T22102）配置される。さらに同年9月17日のニュースリリースで、10月1日より新路線として052系統（渋谷駅 - 新宿駅西口 - 新橋駅）を運行開始、燃料電池バスで運行すると発表した。運行は永福町営業所が担当する。ただしニュースリリースでは燃料電池バスの増備については言及されていない。

#### 特徴的な仕様
京王バスの特徴的な仕様としては、以下のような点が挙げられる。
- 1960年代から1970年代にかけては、車両前面上部の通常の方向幕とは別に、遠くからの視認性を高めるため、フロントガラスの下部に系統番号のみを記した大型の方向幕を装着した車両があった。その四角い大きく出っ張った形状から「弁当箱」と呼ばれていた。
- 一般路線バスでは、LEDが採用される以前（幕車）の前面方向幕は、系統番号と行先表示部分が2分割されており、方向幕の印字は白地に紺色の文字であった。
- 1991年以降から大型ノンステップバスを導入するまでの車両は、[要出典]中扉が4枚折戸の車両も採用していた。
- 中扉が引戸となった車両では、2000年から中扉下部に青色透明のセーフティウィンドウを設置していた。外観からも目立つ仕様であり移籍車の判別点ともなるが、この仕様は2007年導入車の途中（社番の若い車両まで）で廃止されている。
- 深夜急行バス用車両や高尾駅発着の山間路線で使用する一部の車両を除き、メーカーへの特別注文によりフォグランプを非装着としている。なお、かつては東京都内の東急バスや関東バスでもフォグランプ非装着仕様のバスが導入されていた。

過去の特徴的な車両としては、高速・路線兼用車「ワンロマ」が挙げられる。詳細は中央高速バス#高速・路線兼用車「ワンロマ」を参照のこと。

### 高速バス・空港連絡バス・深夜急行バス
高速路線車・空港連絡車は三菱ふそうトラック・バス、日野自動車の2社から導入していたが、2016年よりいすゞ・ガーラ、2020年よりスカニア・アストロメガが導入されている。
以前は夜行高速バスや長距離路線にはスーパーハイデッカー車が導入されていたが、現在はダブルデッカーのアストロメガを除きハイデッカー車に統一されている。カラーリングは、三菱ふそう・エアロクイーンM導入時に採用された白地に赤と茶の波形ラインの入った「高速バスカラー」が、西東京バスや京王自動車（側面のロゴは異なる）も含めて現在まで採用されている。
名古屋線、大阪線、神戸姫路線には原則として独立3列シート、仙台・石巻線と長野線の一部には3列シート（2列＋1列）車両がそれぞれ使用されている。そのほかの路線には、4列シート車両が使用されているが、伊那飯田線、松本線、長野線、名古屋線、静岡線、浜松線の一部にパウダールーム付き車両を投入している。また、松本線には、シート幅の広いSクラスシートも付いた車両も投入している。4列シート車では車両により座席数（34、36、38、42席）、補助席（有り、無し）、ドア（折戸、スイング）などの違いがある（エアロエースは全車スイングドア）。ちなみにSクラスシート付きシート車は前方にSクラスシート4席＋4列シート30席の34席車でパウダールーム付き、36席車もパウダールーム付き、38席車は補助席無しとなっている。
高速バスでは2010年から、一般路線バスでは2012年からWi2 300（ワイヤ・アンド・ワイヤレス）の公衆無線LANアクセスポイントを車両に搭載している。一般路線についてはau Wi-Fi SPOT やdocomo Wi-Fiも利用できる。
深夜急行バスは、世田谷営業所の担当路線には高速路線車が使用される。調布営業所の担当路線にはエアロスターのワンロマ車（ワンステップ仕様）が使用され、昼間は一般路線に充当されている。調布営業所のワンロマ塗装は「京王バスカラー」を高速バスカラー風にアレンジしたもので、波形ラインの赤が青になり、下部が一般路線車と同じ茶色となっている。車内はハイバックシート（リクライニングはしない）で、シートモケットの柄もワンロマ専用となっている。
空港連絡バスでは、2016年12月10日から、多摩センターにあるサンリオピューロランドと京王バス南のコラボレーション企画として、多摩地区（南大沢）と羽田空港を結ぶ路線にサンリオキャラクターがラッピングされた「サンリオピューロランド号」を運行している。さらに2017年7月7日から、同コラボ企画第2弾として、多摩地区（南大沢）と成田空港を結ぶ路線でも「サンリオピューロランド号」の運行を開始した。同号の車両は外観だけでなく内装や案内放送なども特別仕様となっている。第1弾では、三菱ふそう・エアロエース1台を転用改造しピンク色ベースのラッピングを、第2弾では、日野セレガ（ハイデッカー）の新車1台に水色ベースのラッピングをそれぞれ施している。

### 観光バス
観光バスは、2016年から観光バス事業の強化により、外観が高速バスとは異なった赤とゴールドを基調にした塗装の専用車両が用意され、高速バスから転用改造されたプライムK仕様の三菱ふそう・エアロエースと新車で投入されたコンフォート仕様及びスタンダード仕様の日野・セレガ（ハイデッカー）及びいすゞ・ガーラ（ハイデッカー）が存在する。プライムK仕様の三菱ふそう・エアロエースについては2018年に再び高速バスに転用されている。2018年には車椅子対応リフト付き観光バスも1両導入されている。高速バス繁忙日には観光バスも高速バスに投入される。

### 廃車車両の譲渡

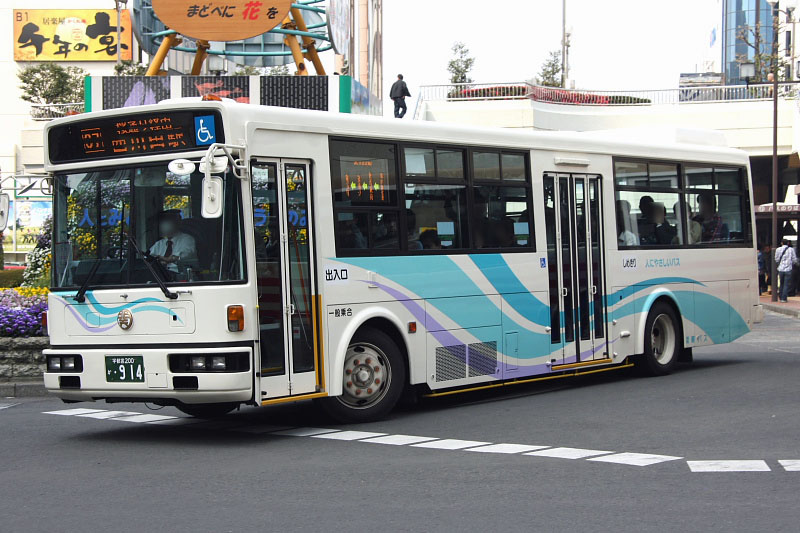
関東自動車へ移籍した日産ディーゼル・JP

京王電鉄バス（系列の西東京バスを含む）で役目を終えた車両は全国の地方事業者に譲渡されているが、以前は東急バスや小田急バスなどのように全国の広範囲に譲渡されてはいなかった。
しかし、2000年以降に東京都を含む首都圏が自動車NOx・PM法による特定区域に指定されたことなどから地方への譲渡が増加し、系列の西東京バスを含めて、茨城交通や福島交通などのみちのりホールディングス傘下の事業者をはじめ、全国各地に譲渡されている。1995年以降に大量導入した日産ディーゼル・JPおよびRNワンステップ等を皮切りに、近年はJPやRMを中心に、レインボーHR系やエアロミディMKなどが地方の事業者に移籍している｡
また、一部の車両はミャンマーなど海外へも輸出されている。

## 運賃・乗降方式と乗車券
2023年9月16日現在。
- 東京都区内（23区および武蔵野市・三鷹市・調布市・狛江市全域と府中市の一部地域）は武相地区へ乗り入れる路線を除いて前乗り後ろ降り運賃前払い式で、運賃は大人220円・小児110円となる。
- 武相地区（都区内地域を除いた多摩地域）は後ろ乗り前降り運賃後払い式で運賃は乗車する区間によって異なる。なお、都区内へ乗り入れる路線は都区内の運賃を220円にしており、両地域にまたがって乗車する場合は武相地区との運賃を比較して220円を超える場合は武相地区の運賃を、超えない場合は220円を徴収する。
  - ただし、京王バス調布営業所が運行する一部路線は、武相地区に乗り入れる場合でも前乗り後ろ降り運賃前払い式を採用し、乗車時に降車停留所を申告の上で運賃を支払う。
- 土・日・祝日と小学校長期休暇期間中は小児用PASMOや小児用Suicaで運賃を支払った場合に限り、小児運賃が50円となる。他社でも同様のサービスを実施しているが、土・日・祝日の設定がない場合が多い。
  - 高速バス・深夜急行バス・イベントバス・都庁線・一部のコミュニティバス等は対象外。
  - 後述のモットクパスが付与されているICカードを利用した場合、大人用のICカードで小児運賃を申告して支払った場合、1枚のカードで複数人の小児運賃を申告して支払った場合は適用外となる。また、後述の自社のIC一日乗車券が付与されている場合はそちらを優先して使用する。
  - 2021年5月9日までは小児運賃50円の適用は現金で支払ったときのみとなっていた。

### 一日乗車券
- 一般路線用の一日乗車券は「IC全線一日乗車券」（大人800円・小児400円、2020年4月15日サービス開始）と「IC都区内一日乗車券」（大人500円・小児250円、2016年4月18日サービス開始）が発売されている。また、「新宿WEバス」では専用の一日乗車券（300円）と、東京都第一本庁舎駐車場に駐車した利用者にパーク＆バスライド一日乗車券（400円、一枚につき8名まで利用可能）を発売している。
  - 「IC全線一日乗車券」は高速バス・深夜急行バス・イベントバス・コミュニティバス等を除く京王バスの一般路線バス全線で利用できる。
  - 「IC都区内一日乗車券」は都区内均一運賃地区（都区内・三鷹市・狛江市・武蔵野市・調布市）の一般路線バス全線を利用できる。
    - 「IC全線一日乗車券」「IC都区内一日乗車券」ともに手持ちのPASMO・Suicaに情報を書き込んで利用する形をとっており、利用する当日の最初の乗車時にバス車内で運賃支払い前に運転手に購入の旨を伝える（すでに他社の有効な一日乗車券の情報が書き込まれている場合はその情報を消去したうえで利用する）。都区内均一運賃地区路線の場合は購入したい乗車券を指定する必要がある。

  - 「IC都区内一日乗車券」は高速バス・深夜急行バス・イベントバス・コミュニティバス（調布市ミニバスは京王バス担当路線のみ利用可能）のほかに、多摩地域に乗り入れる以下の一般路線も全線で利用ができない（都区内均一運賃地区のみの利用であっても対象外）。
    - 調21（調布駅南口～稲城市立病院）
    - 調51（調布駅南口～車返団地折返場）
    - 武91・武93（調布駅北口～武蔵小金井駅南口）
    - 境81・境96（武蔵小金井駅南口～武蔵境駅南口）

  - いずれの乗車券も深夜バスに乗車する場合は、乗車区間の普通運賃相当額を追加運賃として支払う。
  - 2016年6月30日までは「都区内一日フリー乗車券」はスクラッチ式で発売されていたが、2016年12月31日をもって利用ができなくなった。2017年1月1日以降は未使用の乗車券は中野案内所、中野営業所、永福町営業所、調布営業所、府中営業所の各窓口で無手数料で払い戻しを行っている。
  - 「都区内一日フリー乗車券」は上記の「IC都区内一日乗車券」では対象外の路線も均一運賃区間のみの利用もできたほか、都区内を越えて武相地区まで乗車する場合は、均一運賃区間と対キロ運賃区間の区界停留所からの普通運賃を別途支払うことで利用できた。[要出典]
  - 2020年4月14日までは「全線一日フリー乗車券」はスクラッチ式で発売されていた。「都区内一日フリー乗車券」と異なり、発売が終了した2020年4月15日以降も任意の一日に限り利用可能で、未使用の乗車券の払い戻しも通常の払い戻しと同様に手数料がかかる。

### 定期券
- PASMO・Suicaをタッチさせるだけで利用できる金額式IC定期券「モットクパス」を発売しており、京王バスであれば乗車区間に関係なく設定運賃内の全路線・全区間を利用できる。また、設定運賃を越える区間を利用した場合はIC運賃との差額をPASMO・Suicaのチャージ（SF）から自動で精算される。
  - 深夜バスに乗車する場合は、設定区間を超える分の差額運賃のほかに、乗車区間の普通運賃相当額（IC運賃）を追加運賃としてPASMO・Suicaのチャージ（SF）から精算される。
    - 例として、設定運賃210円区間のモットクパスを購入すると、運賃が210円までの区間は追加運賃を支払わずに利用でき、210円を超える区間はその差額のみ（240円区間の場合はIC運賃が231円のためIC運賃との差額である21円）を支払うことで利用できる。このモットクパスで240円区間の深夜バスを利用すると差額の21円と深夜運賃の231円の合計252円が精算される。

  - また、370円区間のモットクパスを購入すると、運賃が380円以上であっても差額の精算を行わず、全線フリー定期券として高速バス・深夜急行バス・イベントバス・コミュニティバス等を除く京王バスの一般路線バス全線を利用できる。
  - モットクパスは段階的に京王線の一部の定期券売り場(有人窓口)で発売を開始したが、2018年6月1日から通勤定期の継続定期のみ一部駅の自動券売機で発売するようになり、2019年4月1日からは京王線・井の頭線の全駅の定期券発行可能な券売機で全券種購入できるようになった（ただし、通学定期を新規購入する場合は事前に専用サイトで予約申込が必要）。
  - モットクパスは原則として記名式を採用しているが、無記名式のPASMOに通勤定期券を搭載する場合のみ持参人式を採用している。
  - モットクパスは原則として『〇〇円区間』のように指定された運賃区間に対して有効であるため、利用期間中に運賃改定が行われた場合、同じ利用区間であっても改定以降はIC運賃との差額の精算が必要になる。
    - 例えば、運賃改定前に230円区間のモットクパスを購入したものの利用期間中に240円(IC運賃の場合231円)に改定された場合、運賃改定後はIC運賃との差額の1円が精算時に引き落としされ、現金で精算する場合は現金運賃との差額の10円を支払う必要がある。
- 紙式の定期券は他社線との共通定期券のみ、記名式と持参人式（通勤定期のみ）を発売している。原則として、武相地区は利用区間が指定されており、都区内地区はフリー定期券として発売している。
  - なお、モットクパス発売以降、自社線のみ有効の紙式定期券は他社との共通定期券を発売していない窓口での発売を順次終了し、2013年以降は新宿駅・渋谷駅周辺で紙式の定期券の購入はできなくなり、2019年9月30日をもって都区内区間の定期券が、2020年6月30日をもって武相地区の紙式の定期券の発売を終了した。他社との共通定期券は引き続き紙式で発売する。
- 通勤定期券利用者に同伴する家族が土・日・祝日、お盆休み、年末年始期間中に利用する場合は1乗車現金100円（紙式定期券利用者が定期券区間外を利用する場合も1乗車現金100円）で利用できる休日家族割引を実施している。

## その他

### キャラクター
2014年に京王バスの公式キャラクターが誕生した。バスの形をした双子のキャラクターである。このキャラクターの愛称は公募により「ピンポン」と「パンポン」に決定した。これには車内ブザーの「ピンポン」と、車内放送で流れる「ピン・ポン・パン・ポ～ン」の覚えやすくなじみやすい意味が込められている。「ピンポン」は京王電鉄バスのカラー（アイボリーに赤青ライン）、「パンポン」は京王バスのカラー（白と青）である。着ぐるみの形で様々なイベントに参加して京王バスをPRしている。ゆるキャラグランプリにも出場している。

### 特別仕様ナンバープレート
- ラグビーワールドカップ2019仕様

2017年6月22日、京王バス東と京王バス中央は「ラグビーワールドカップ2019」の試合会場である「東京スタジアム」の所在地である調布市と隣接する府中市を運行しているバス20台に「ラグビーワールドカップ2019」の特別仕様ナンバープレートを順次取付・使用すると発表。京王バス東・調布営業所と京王バス中央・府中営業所の所属車両が対象となる。主な使用路線は、調布駅・飛田給駅～味の素スタジアム・多磨駅系統ほか、府中市コミュニティバス「ちゅうバス」、空港連絡バス（武蔵小金井駅・府中駅・調布駅～羽田空港系統、調布駅～成田空港系統）。
- 東京オリンピック2020仕様

京王電鉄バスグループ（京王電鉄バス・京王バス・京王バス小金井）は「東京オリンピック・パラリンピック2020」の特別仕様ナンバープレートを順次取付。

### バスターミナル東京八重洲
2020年12月18日、UR都市機構が東京駅八重洲口付近に取得を予定している八重洲バスターミナル（仮称）の運営事業者を京王電鉄バスに決定。さらに、2022年3月15日には正式名称「バスターミナル東京八重洲」が発表され、第1期エリアの開業日が同年9月17日であることも公表された。